# Gare de Chambéry - Challes-les-Eaux
La gare de Chambéry - Challes-les-Eaux est une gare ferroviaire française des lignes de Culoz à Modane (frontière) et de Saint-André-le-Gaz à Chambéry, située sur le territoire de commune de Chambéry, dans le département de la Savoie, en région Auvergne-Rhône-Alpes.
Elle est mise en service en 1856, par le royaume de Piémont-Sardaigne.
Gare de la Société nationale des chemins de fer français (SNCF), elle est desservie par des TGV inOui, le Frecciarossa et des trains régionaux du réseau TER Auvergne-Rhône-Alpes, ainsi que l'Eurostar durant les week-ends lors de la saison d'hiver. C'est également une gare ayant un trafic de transport de marchandises.

## Situation

### Situation géographique
La gare de Chambéry est située au sud-ouest de la colline de Lémenc et à l'est de la Leysse, la principale rivière arrosant la ville. Sur la commune, la gare est située entre le centre-ville contemporain et le quartier de La Cassine, à environ 500 mètres au nord du centre ancien.
L'entrée nord de la gare longe le pied de la colline de la Boisse à gauche, et l'ancienne promenade de la Boisse, longue avenue rectiligne d'environ 2 km à droite, tandis que l'entrée sud se fait dans une tranchée creusée dans la colline de Nézin sur environ 200 m (tranchée aujourd'hui recouverte).
La gare se trouve en partie sur les anciens marais qui constituaient la cluse de Chambéry (la rotonde ferroviaire de Chambéry étant elle-même bâtie sur pilotis), à 270 m d'altitude.

### Situation ferroviaire

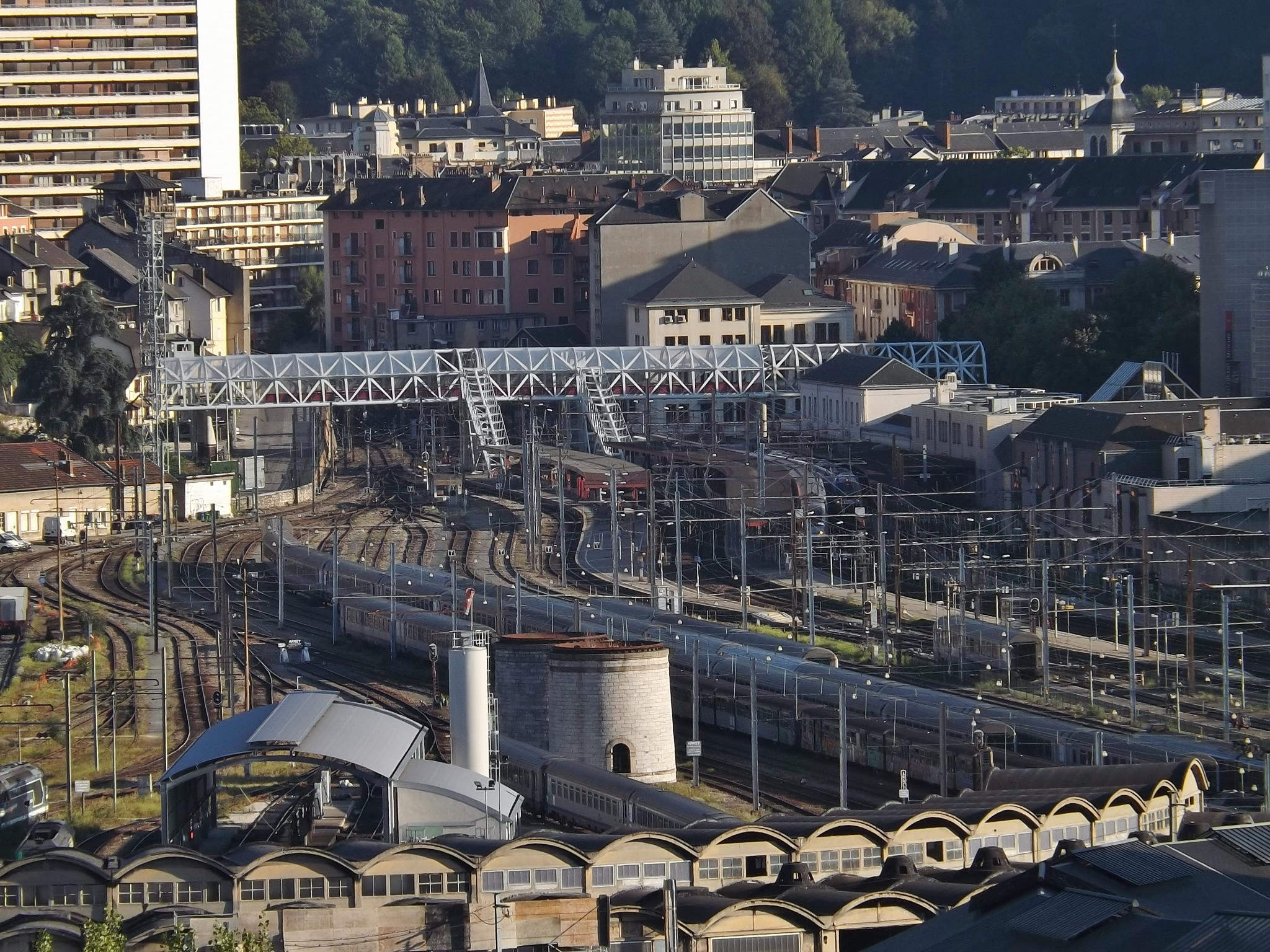
Vue d'ensemble de la gare (en septembre 2014).

La gare de Chambéry - Challes-les-Eaux est située au point kilométrique (PK) 137,673 de la ligne de Culoz à Modane (frontière), entre les gares ouvertes de Viviers-du-Lac et de Montmélian. Gare de bifurcation, elle est le terminus de la ligne de Saint-André-le-Gaz à Chambéry, au PK 106,363, après la gare ouverte d'Aiguebelette-le-Lac.
La gare comporte aujourd'hui 5 voies double-sens pour la montée et la descente des voyageurs, notées de A à E, ainsi qu'une voie en impasse nommée voie 4, en provenance de Saint-André-le-Gaz, à l'ouest. Elle possède par ailleurs 3 quais : le quai 1 encadré par les voies A et 4 ; le quai 2 encadré par les voies B et C ; le quai 3 encadré par les voies D et E. Au-delà de la voie E, s'étire un faisceau impair d'une dizaine de voies reliées à la ligne à chaque extrémité de la gare, ainsi que les voies d'accès à la rotonde ferroviaire de Chambéry.
Les quais et les voies de la gare ne sont pas rectilignes et sont disposés en forme de S, avec deux courbes successives de sens opposé. La longueur utile des quais varie par ailleurs de 254 m pour la voie 4 à 504 m pour les voies A et B, les trois voies à quai C, D et E restantes étant respectivement de 333, 322 et 326 m.
Chambéry constitue à un certain égard le centre de l'« Étoile de Savoie », les lignes partant dans toutes les directions telles les branches d'une étoile (dans le sens des aiguilles d'une montre : Genève, Annecy/Chamonix, Bourg-Saint-Maurice - Modane/Italie - Grenoble - Lyon - Ambérieu/Bourg-en-Bresse/Dijon).

## Histoire

### Avant la gare
Les débuts du chemin de fer à Chambéry remontent à 1839. Cette année marque en effet l'inauguration de la première ligne à traction hippomobile réalisée entre la ville et le Bourget-du-Lac par la Compagnie du Service accéléré par Chemin de Fer et Bateaux à Vapeur, première étape du trajet vers Lyon par le lac du Bourget et le Rhône. Chambéry appartenant alors au royaume de Sardaigne, l'inauguration revient au roi Charles-Albert. La ligne sera exploitée jusqu'en 1846, mais aucune véritable gare ferroviaire ne sera construite.
Les premières considérations autour d'une future gare (dite alors « embarcadère ») à Chambéry débutent en 1853, année de création de la Compagnie du chemin de fer Victor-Emmanuel. Chambéry devient un maillon central puisque la compagnie obtient en mai une concession pour relier la ville à la fois à Genève au nord, à Lyon à l'ouest, et au Mont-Cenis au sud-est. Quelques mois plus tard, le 25 novembre 1853, le conseil communal de Chambéry statue sur l’emplacement du futur embarcadère. Le conseil déclare :
«  - L’embarcadère de Chambéry ne pourrait se trouver qu’au lieu-dit La Cassine, lieu où il disposerait de l’espace qui lui est nécessaire à son développement,

- l’accès se fera en tranchée dans la colline de Nézin, le plus près possible de la rivière Leysse, de manière à laisser l’espace pour la construction d’une rangée de bâtiments le long du quai,

- l’embarcadère sera du type de 1re classe. L’embarcadère devrait comporter : trois voies de gare pour les voyageurs, de huit à 10 voies pour le service et le garage des convois de marchandises, un emplacement pour les remises à locomotives et les ateliers de réparation sont prévus en direction d’Aix. »
— Compte-rendu de la séance extraordinaire du Conseil communal de Chambéry du 25 novembre 1853.

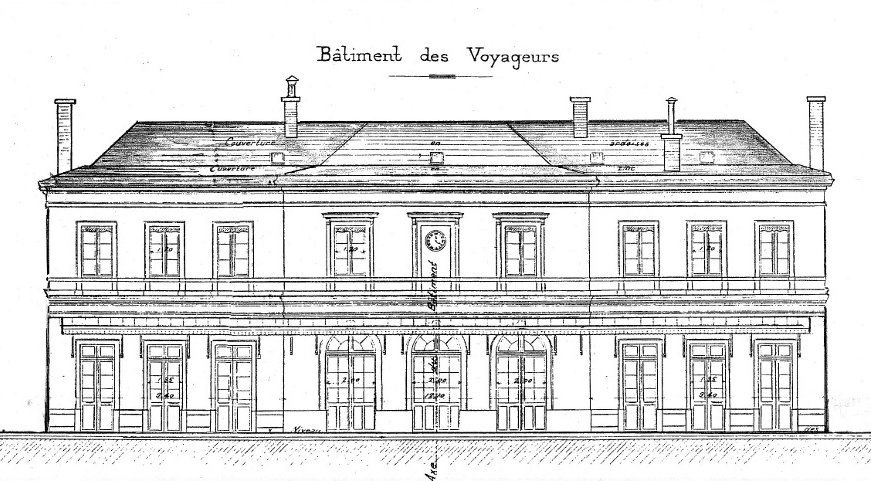
Dessin du futur bâtiment voyageurs.

À la suite de cette décision, le tracé de la ligne et l’emplacement de l'embarcadère sont établis par l’ingénieur en chef britannique George Newmann, signés et approuvés en 1854.
Les travaux de construction de la portion de ligne, alors à voie unique, entre Choudy (Aix-les-Bains) et Saint-Jean-de-Maurienne, par Chambéry, se déroulent entre 1854 et 1856. L'édification de la station et le percement par tirs de mines de la tranchée de Nézin débutent en 1854, et des terrains de La Cassinaz et de La Boisse sont acquis en 1855 pour l'établissement des futures emprises et infrastructures du chemin de fer. Un pont est en outre créé avant la tranchée pour relier le faubourg Reclus et la route de Genève.
La première locomotive arrive à Chambéry en septembre 1855. Il s'agit de l'une des 5 premières locomotives de la compagnie, conçues en Belgique par la société John Cockerill. La ville reçoit également du matériel roulant, voyageurs et marchandises, venant de Lyon. La remise des travaux et l’inauguration de la gare de Chambéry interviennent pour leur part l’année suivante, le 20 octobre 1856, avec le départ du premier train de Choudy pour Saint-Jean-de-Maurienne à 9h00. La ligne et la gare sont mises en service le lendemain.

### La nouvelle gare

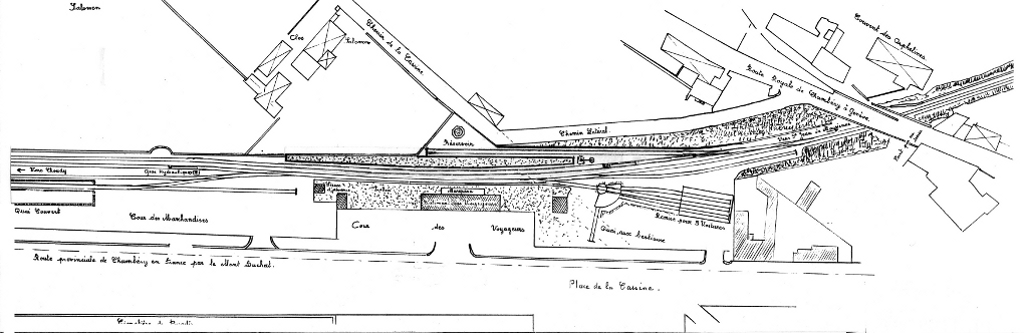
Plan des installations, telles qu’établies en 1854.

D'après les descriptions pouvant être faites lors des séances du Conseil communal, la nouvelle gare de Chambéry est constituée d'un bâtiment voyageurs, d'une halle marchandises, d'une remise pouvant abriter neuf voitures de voyageurs, d'un réservoir de 100 m3 d'eau et d'un dépôt-atelier de locomotives. Du côté des quais, la gare est équipée de deux voies de passage et d'une voie en impasse, la halle marchandises comporte pour sa part un quai découvert et quatre voies de service reliées par des plaques tournantes, et cinq voies en impasse permettent, le long de l’Avenue de la Boisse, de former ou garer les convois de marchandises.
Le dépôt-atelier se situe du côté d'Aix-les-Bains (au nord). Il comprend une remise à deux voies servant d'atelier de levage et de réparation des locomotives, deux remises à trois voies pour leur entretien, une remise à trois voies pour les « machines en feu », deux bâtiments pour le matériel, les pompes à eau et une partie des dortoirs du personnel, deux autres bâtiments de logements et de bureaux. Enfin, côté Cassine, une plaque tournante permet de relier le quai à coke et le parc à combustible pour l'alimentation en charbon.

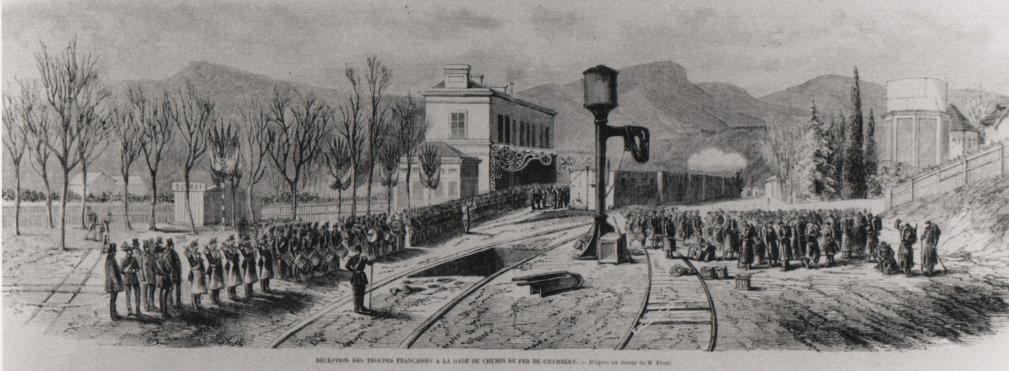
Réception des troupes françaises en gare, en avril 1860 (gravure de Jules Férat).

La gare permet au total d'avoir un parc de 10 locomotives, un chiffre qui devient toutefois vite insuffisant pour assurer le trafic grandissant au fur et à mesure de l’ouverture de nouvelles lignes : celle vers Lyon et Genève à compter de la mise en service du viaduc de Culoz sur le Rhône le 2 septembre 1858, celle vers Grenoble mise en service le 15 septembre 1864, et celle vers Annecy mise en service le 5 juillet 1866.

### La gare PLM

#### Fin duXIXesiècle
La gare de Chambéry ne demeurera que quelques années sous le giron sarde. En effet, lors du plébiscite du 22 avril 1860, la population de l'ancien duché de Savoie se prononce pour un rattachement de la Savoie à la France. Les troupes françaises se substituent aux Bersaglieri sardes, et le traité de Turin entérinant l’annexion est alors ratifié. La Savoie devient officiellement française le 14 juin et, le lendemain, sont créés les deux nouveaux départements de la Savoie (dont Chambéry devient le chef-lieu) et de la Haute-Savoie.
À compter de juin 1867, la Compagnie du chemin de fer Victor-Emmanuel cède alors toutes les infrastructures ferroviaires construites (dont la gare de Chambéry) et à construire à l'État français, lequel les rétrocède ensuite à la Compagnie des chemins de fer de Paris à Lyon et à la Méditerranée (PLM).

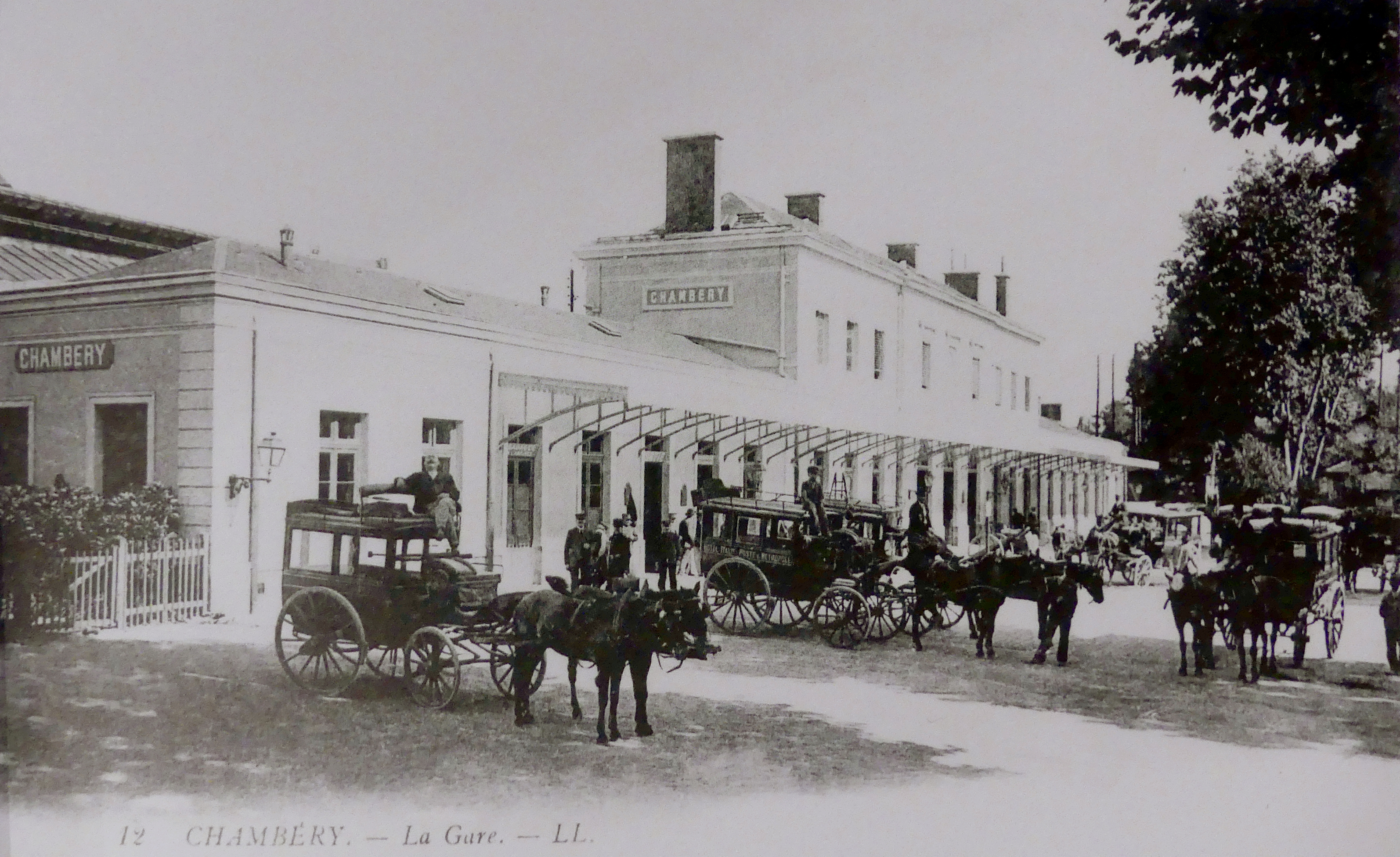
Calèches attendant devant la gare, avant 1890 et la création du buffet.

À la suite des dernières ouvertures de lignes, auxquelles s'ajoutent celles du tunnel dit « du Mont-Cenis », entre la France et l'Italie en 1871, et de la nouvelle ligne vers Albertville, en 1879, la gare de Chambéry devient le centre de nombreuses liaisons ferroviaires autour des Alpes. Pour autant, hormis une modification en 1864, la gare ne subit pas de transformations majeures jusqu'au projet de ligne entre Saint-André-le-Gaz (Isère) et Chambéry, attendu dans les années 1880. Cette nouvelle ligne, qui doit permettre une liaison directe vers Lyon, nécessite en effet, selon le PLM, un agrandissement de la gare et de ses installations, notamment pour accueillir la nouvelle voie et ses circulations.

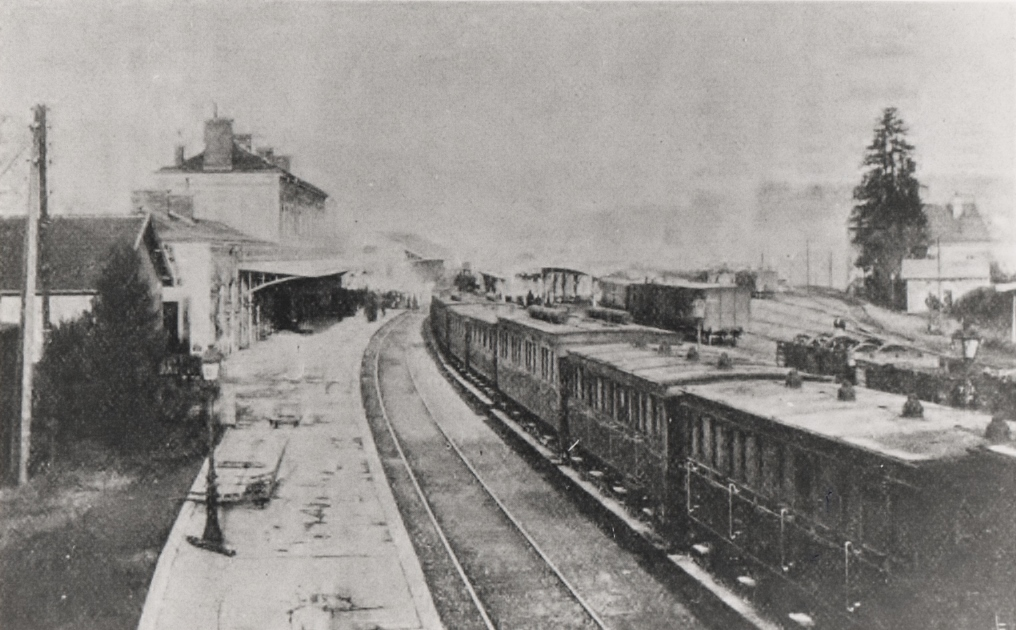
La gare, en 1884.

Ce projet, présenté le 5 octobre 1880, prévoit en particulier l'agrandissement du bâtiment voyageurs par adjonction de deux ailes sans étages, la pose d'une marquise sur le quai 1, l'allongement du quai central, avec création d'un abri, et le remplacement de la remise à voitures par un quai pour les chaises de poste. Concernant le service marchandises, ce projet est notamment à l’origine de la disparition de la halle à marchandises et de la création d'un faisceau de six voies côté Cassine. Bien qu'approuvé en 1882, son budget est réduit, et la partie concernant la création d'une remise annulaire prévue pour 15 locomotives est abandonnée au profit de l'agrandissement des remises existantes. Ces travaux sont également à l’origine de l'édification d'un nouveau château d'eau, sous forme d'une tour en maçonnerie, et d'un nouveau poste d'aiguillage de 25 leviers. La ligne de Saint-André-le-Gaz à Chambéry est mise en service le 24 septembre 1884. Elle rejoint la ligne existante venant d'Aix, au nord de l'avenue de la Boisse, mais se contente de la longer sur près de 2 km avant de la rejoindre à l’entrée de la gare.
Le 29 juillet 1888, un comptage de la fréquentation des voyageurs en gare fait état de 1 303 civils et 125 militaires à l'arrivée, et de 1 250 civils et 152 militaires au départ.

#### Début duXXesiècle

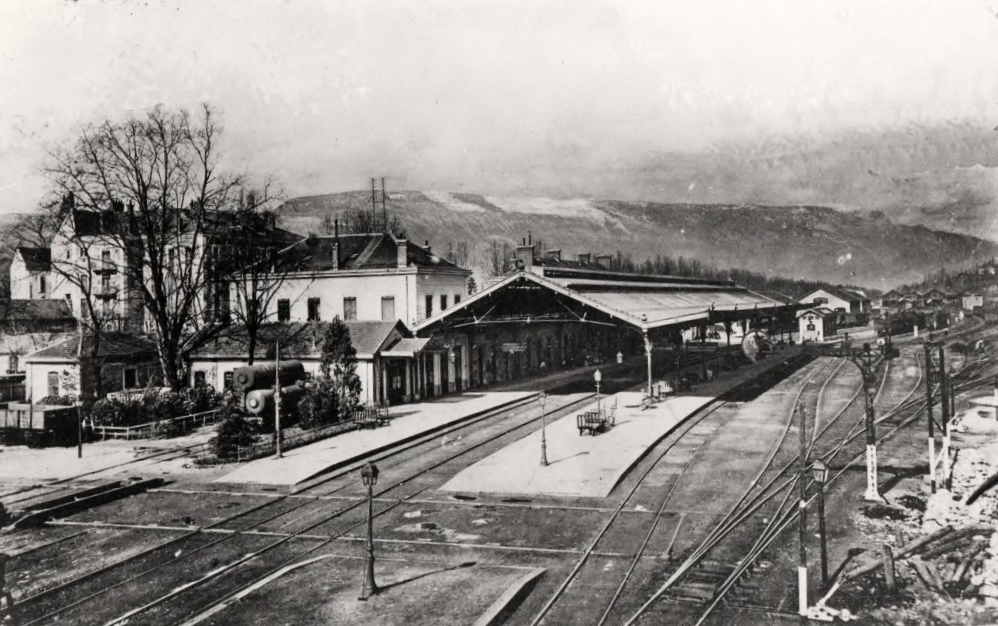
La gare entre 1903 et 1906, avec sa nouvelle halle métallique et son buffet.

La ligne desservant la gare est doublée de la sortie sud de la gare à Chignin et mise en service le 2 novembre 1891, tandis qu'au nord vers Aix-les-Bains, le doublement est effectif à compter du 15 mai 1900. Entretemps, en 1899, un nouveau projet d'agrandissement de la gare de marchandises est présenté, faisant suite aux conditions de plus en plus difficiles d'acheminement des convois en raison de la forte fréquentation de la ligne entre Culoz et Montmélian (plus de 400 000 wagons manœuvrés selon le projet, soit une augmentation de 78 % depuis 1892). Les travaux sont par ailleurs l’occasion, à l’entrée dans le XXe siècle, de la création d'une grande halle métallique à deux pans couvrant les trois voies à quais et d'une communication entre les faisceaux et la voie principale du côté d'Aix-les-Bains. Un autre grand réservoir est également monté en 1901, le premier ayant consommé seul 161 475 m3 d'eau en 1899, soit 442 m3 d'eau par jour. Puis c'est au tour du buffet de la gare de voir le jour en 1903, à l’extrémité sud du bâtiment voyageurs.

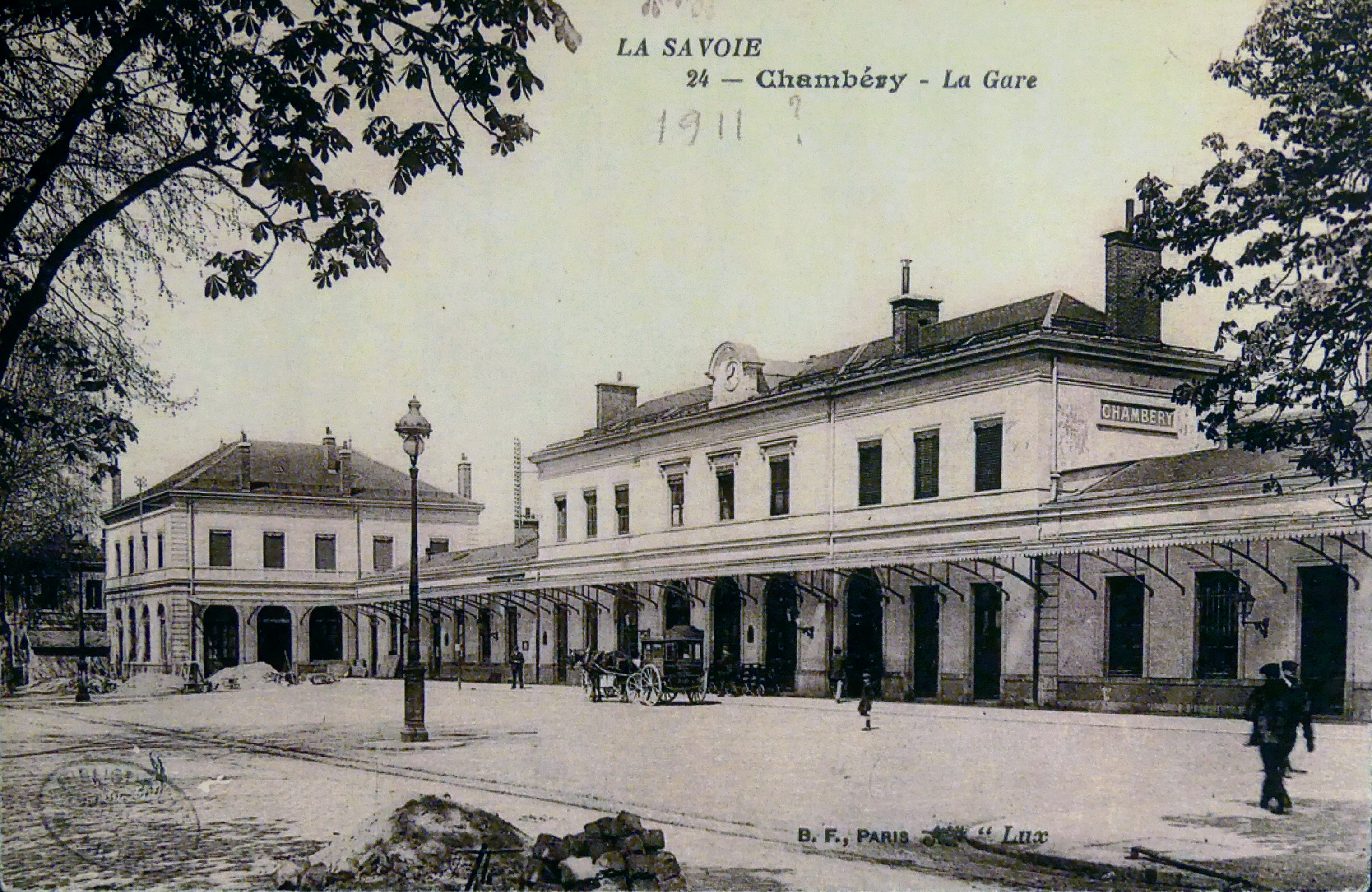
Parvis de la gare, avec l'aile sud de 1906.

L'année 1906 marque de nouveaux aménagements pour la gare, à commencer pour la poursuite de la couverture de l’ensemble des cinq voies à quais par les halles métalliques et la réalisation d'un passage souterrain. Mais surtout débute cette année la construction, au nord de la gare, d'une importante rotonde en vue de pouvoir garer jusqu’à 72 locomotives, en plus des voitures et wagons. D'un diamètre de 108 m, d'une hauteur de 27 m et d'une surface de 9 500 m2 couverts en totalité par une charpente métallique, la rotonde ferroviaire de Chambéry deviendra la plus grande rotonde construite en France. Sa construction prend néanmoins du temps et ne se termine qu'en 1910.
Durant la Première Guerre mondiale (1914 - 1918), la gare voit transiter des convois militaires, notamment à destination de l'Italie, l'une des puissances rivales au commencement. La Grande guerre confronte par ailleurs les exploitants à des restrictions de charbon, si bien qu'apparaît la nécessité de trouver d'autres modes d'alimentation, en l'occurrence l'électricité. Le PLM fait alors le choix d'une traction électrique par pose d'un troisième rail latéral et choisit la section de Chambéry à Modane en raison de sa courte distance (100 km) et de la proximité de la houille blanche, soit la production électrique à moindre coût par l'énergie des chutes d'eau. L'installation prend néanmoins du temps et la pose du troisième rail débute à Chambéry en 1923. Toutefois, la multiplication des aiguilles conduit à une électrification par caténaire (1 500 V), tout d'abord entre Culoz et Chambéry dès 1933. Cette électrification entraîne par ailleurs la création d'un nouvel atelier pour les locomotives électriques à partir de 1927, ces dernières ne pouvant coexister avec les locomotives à vapeur dont les fumées seraient nocives pour certains de leurs composants les plus fragiles. Une occasion d'agrandir encore l'emprise du dépôt, notamment par un nouveau parc de remisage des locomotives à vapeur, de 29 voies rayonnantes, en partie couvert par un auvent.
C'est par ailleurs en 1923 que la gare de Chambéry est renommée « gare de Chambéry - Challes-les-Eaux », d'après la commune thermale voisine de Challes-les-Eaux, comme cela se fait déjà avec d'autres villes thermales.

### La gare SNCF
Par convention puis décret signés en 1937, le PLM et les autres réseaux ferroviaires de France sont rattachées à compter du 1er janvier 1938 à la Société nationale des chemins de fer français (SNCF).

#### Bombardement du 26 mai 1944

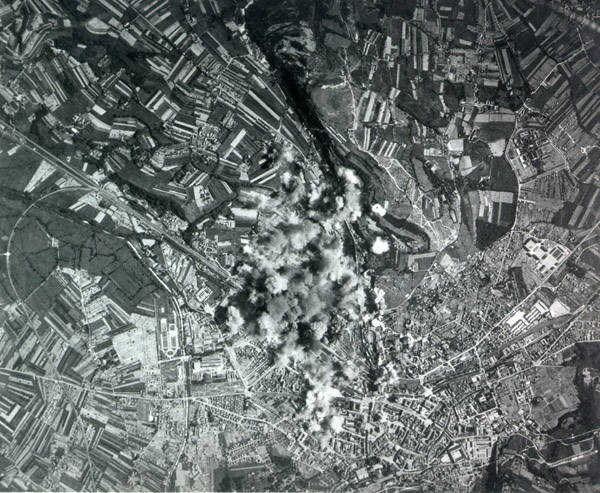
Vue de Chambéry lors de la 2e vague de bombardements en 1944 ; la gare est sous la fumée des premières bombes.

L'année suivante débute la Seconde Guerre mondiale (1939 - 1945). La Savoie est d'abord occupée par les Italiens, puis par l'armée allemande à compter du 8 septembre 1943 : l’arrondissement ferroviaire de Chambéry passe alors sous contrôle de l’Eisenbahn Betriebs Werk et le dépôt de locomotives sous contrôle de l'Überwachung Betriebs Werk. Les cheminots s'organisent progressivement pour ralentir l'occupant, passant d'un seul acte de sabotage en 1942, à 32 en 1943 et 99 en 1944. Pourtant, le 2 février 1944, une rafle est organisée directement dans le dépôt : 500 agents présents sont rassemblés et appelés ; certains seront déportés à Compiègne puis au camp de concentration de Mauthausen.
Le nombre de victimes parmi les agents augmente au mois de mai suivant, à l'issue du bombardement du 26 mai 1944. En effet, la ville de Chambéry et plus particulièrement sa gare, sont prises pour cibles par l'aviation américaine dont l'ordre est de lâcher des bombes afin d'empêcher l'envoi de renforts allemands pour s'opposer au débarquement de Normandie, prévu en juin. L'escadrille se compose des 454e et 459e groupes de bombardement, composés respectivement de 31 et 41 B-24 Liberator, chacun équipé de 10 bombes de type « General purpose » de 227 kg. Le bombardement débute à 10 h 44 et dure 7 min sur la gare et le dépôt et 3 min sur le centre-ville, durant lesquelles 720 bombes sont lâchées, soit 164 tonnes. Le bilan humain à Chambéry est de 120 morts, 300 blessés et 3 000 sinistrés.

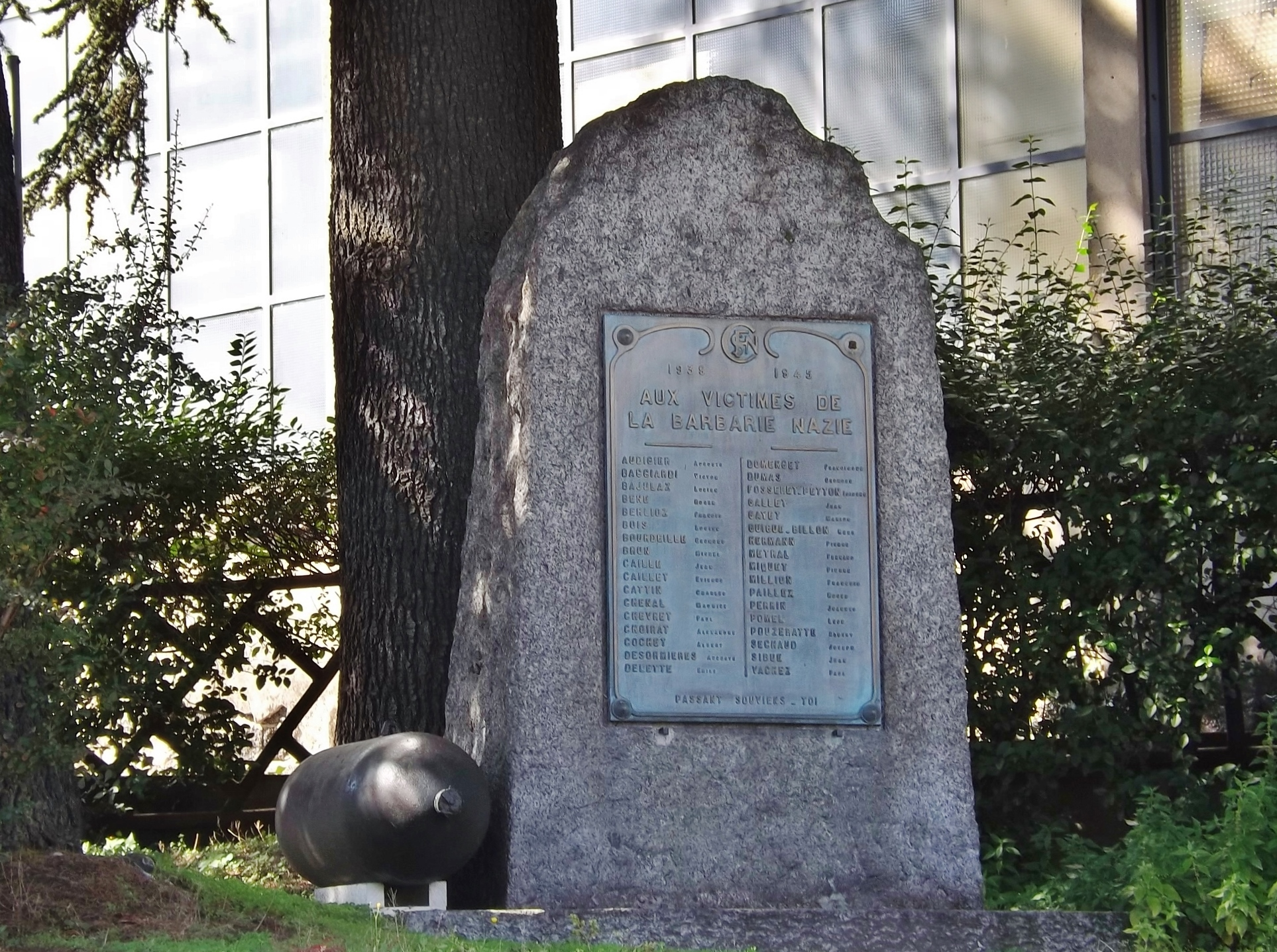
Bombe non explosée conservée aux côtés du mémorial, à l'entrée du dépôt.

Le bilan provisoire établi par le chef d'établissement du dépôt, Léopold Celse, est de 2 morts, 1 disparu, 13 blessés graves et 140 plus ou moins sinistrés, un bilan mesuré du fait des abris que les agents ont pu rejoindre avant le bombardement ainsi qu'à l'aide immédiate apportée aux blessés par les valides. La rotonde est touchée par au moins trois bombes et l’ensemble de sa toiture est soufflée et en partie incendiée par les bombes tombées à proximité, mais sa structure est épargnée. À l'inverse, la remise annulaire des locomotives à vapeur et son pont tournant sont hors d'usage détruits et toutes les voies ainsi que l'électrification, l'eau et les télécommunications sont coupées en différents endroits.
Du côté de la gare, le bilan du service exploitation est de 4 morts, 1 disparu, 13 blessés et de nombreux sinistrés. Les entrées nord et sud de la gare et du dépôt sont coupées et les voies 1 et 2 sont inutilisables sur 600 mètres. Le bâtiment voyageurs n'est pas détruit mais soufflé par plusieurs bombes dont les dégâts le rendent inexploitable. Dès lors, les relations ferroviaires sont limitées à Aix-les-Bains au nord et Montmélian au sud.
Parmi les 54 locomotives présentes à Chambéry ce matin-là, 45 sont touchées : 14 locomotives à traction électrique et 15 locomotives à vapeur sont détruites et 16 autres sont endommagées.
Après le bombardement, certaines bombes sont retrouvées intactes sans avoir explosé. Celles-ci sont alors désamorcées et immergées dans le lac du Bourget à l'exception d'une seule, retrouvée dans le Café situé au pied de la rotonde, désamorcée et conservée à l'entrée du dépôt de Chambéry aux côtés du mémorial dédié aux cheminots morts durant la guerre.

#### De l'après-guerre auXXIesiècle
Les travaux de reconstruction débutent à différentes dates : alors que les travaux de réparation de la rotonde débutent durant l'été 1944, ceux de la remise annulaire doivent attendre la fin des travaux de déblaiement, en avril 1945. Si cette-dernière est mise en service en 1947 et son pont tournant en 1948, il faut attendre 1954, soit dix ans plus tard, pour lire : 

« Les travaux de reconstruction du dépôt de Chambéry sont maintenant définitivement terminés. »

— Division du Matériel et de la Traction, SNCF, 18 mars 1954

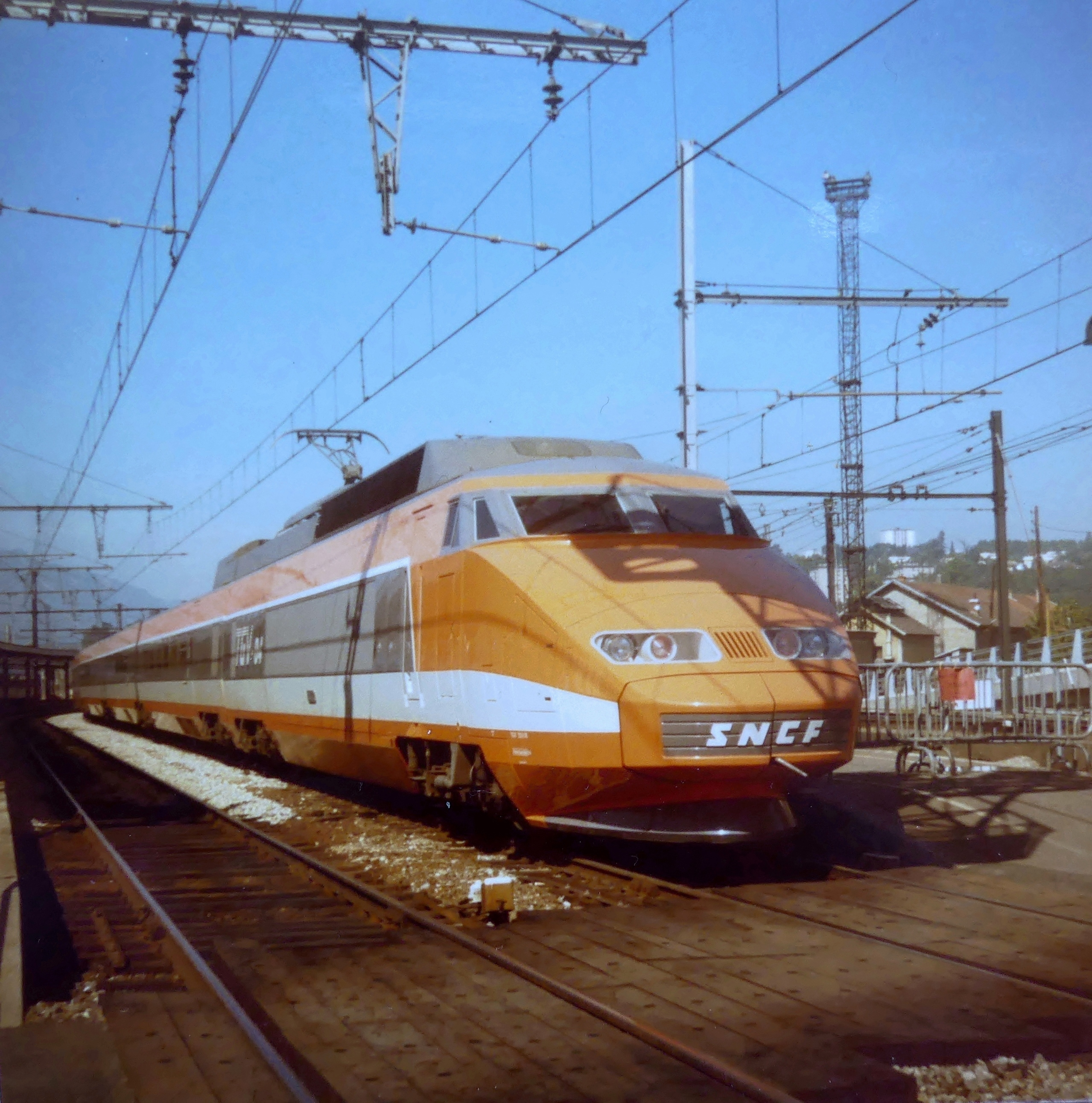
Rame TGV Sud-Est no 04 en gare, en 1982.

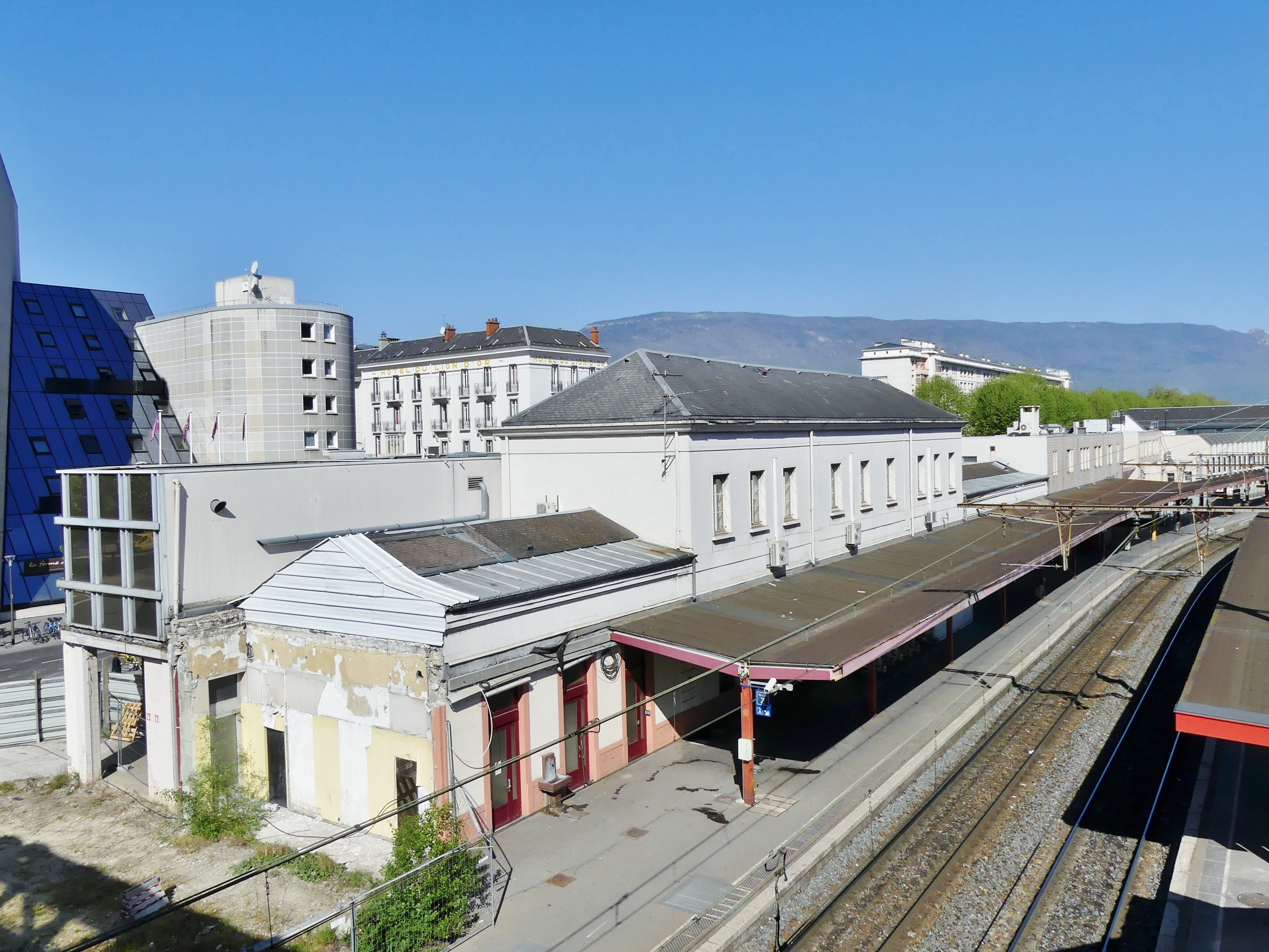
Bâtiment voyageurs historique en 2017, un an avant sa démolition.

Après une modernisation du buffet terminée en 1957, la gare subit une nouvelle transformation entre 1969 et 1972 : l'intérieur du bâtiment voyageurs est modifié (un poste d'aiguillage tout relais à transit souple (PRS) y est par ailleurs installé) et surtout, la halle métallique recouvrant les quais est déposée. Toujours en 1972, Chambéry devient le siège la tête d'une nouvelle région regroupant les départements de l'Ain, de l'Isère, de la Savoie et de la Haute-Savoie.
En 1981 est mis en service le train à grande vitesse (TGV) entre Paris et Lyon, qui, dans la continuité, est prolongé jusqu'à Chambéry l'année suivante. Le 1er TGV entre Chambéry et Paris-Gare-de-Lyon assure ainsi la marche no 940 le 26 septembre 1982 ; il quitte Chambéry à 7 h 32 et arrive à Paris à 11 h 35, après raccordement à Culoz avec le TGV en provenance de Genève. L'année suivante, à compter de septembre, trois allers-retours quotidiens sont assurés en TGV sur la relation de Chambéry à Paris.
En raison de l’afflux croissant de voyageurs attendus pour les années suivantes, il est considéré que la gare existante n’aura plus les capacités d'accueil suffisantes et qu'une nouvelle gare, plus grande, est nécessaire. En effet, il est prévu que l'avènement des sports d'hiver amène chaque année de plus en plus de vacanciers par TGV, lesquels devant obligatoirement assurer une correspondance en gare, la ligne vers la vallée de la Tarentaise n'étant pas encore électrifiée (elle ne le sera qu'à partir de 1988).
Une nouvelle structure d'aluminium et de verre est alors prévue selon les plans des architectes Chanéac et Deyris. Bien qu'ayant été conçue pour remplacer l’ancienne, le difficile déplacement du PRS installé dans le bâtiment d'origine de 1854, impose finalement de conserver ce bâtiment auquel sera accolée la nouvelle structure.

#### Pôle d'échanges
À compter des années 2000, le bâtiment de la gare de 1988 devient inadapté à l'évolution du transport ferroviaire à Chambéry, en raison d'une part, de l’augmentation de la fréquentation quotidienne et de celle relative aux vacances d'hiver, et, d'autre part, dans la perspective de la réalisation du projet de liaison ferroviaire transalpine Lyon - Turin au cours des prochaines décennies. En parallèle, l'évolution des moyens de transport et la nécessité de report modal conduisent les acteurs publics locaux à réaliser un nouveau « pôle d'échanges multimodal » (PEM). Celui-ci est réalisé en co-maîtrise d'ouvrage par la communauté d'agglomération Grand Chambéry et la SNCF.
Le chantier débute en 2014, avec les travaux de démolition de bâtiments situés au sud, dont l’ancien buffet. Consécutivement, une nouvelle passerelle cyclo-piétonne est mise en place au-dessus des quais et des voies en sortie sud de la gare, en juillet 2014, puis mise en service à l'automne 2015, afin de relier directement la gare aux quartiers de l'est de Chambéry. Elle est nommée « passerelle Nelson Mandela et Frederik de Klerk » en novembre 2019.
En 2017, les démolitions se poursuivent avec la galerie Sommeiller, afin de permettre le lancement des travaux de construction du prochain hall multimodal de la gare. Le bâtiment voyageurs historique est démoli lors de l'hiver 2018, et la structure de la nouvelle gare prend forme à partir du second semestre et se poursuit jusqu'à l'automne 2019.
L'inauguration du nouveau pôle d'échanges multimodal de la gare de Chambéry a lieu le 8 novembre 2019, en présence notamment du nouveau président du directoire de la SNCF, Jean-Pierre Farandou (dont l'évènement constitue la première sortie officielle depuis sa nomination le 1er novembre), et du président de la région Auvergne-Rhône-Alpes, Laurent Wauquiez.

## Fréquentation
La gare de Chambéry - Challes-les-Eaux a connu une fréquentation de 3 219 190 voyageurs (montées et descentes) pour l'année 2009. Cela représentait une augmentation de 3,1 % par rapport à 2008, et de 18,5 % par rapport à 2005.
Sur le total de 2009, la proportion de voyageurs comptabilisée sur la relation de Lyon, Grenoble et Annecy était de 26,62 % et celle avec les gares de Métropole Savoie (de la Chautagne à la combe de Savoie) de 24 %.
En 2015, il est estimé qu'environ 260 trains desservent la gare chaque jour ; depuis la même année, la fréquentation de la gare est la suivante :
|                      | 2023      | 2022      | 2021      | 2020      | 2019      | 2018      | 2017      | 2016      | 2015      |
| Voyageurs            | 4 738 346 | 4 316 253 | 3 195 946 | 2 464 954 | 3 701 807 | 3 447 007 | 3 781 533 | 3 624 235 | 3 782 600 |
| Non voyageurs        | 1 184 587 | 1 079 064 | 798 986   | 616 739   | 925 451   | 861 752   | 945 384   | 906 060   | 945 650   |
| Fréquentation totale | 5 922 933 | 5 395 317 | 3 994 932 | 3 083 693 | 4 627 258 | 4 308 759 | 4 726 917 | 4 530 295 | 4 728 250 |

## Service des voyageurs

### Accueil
En service voyageurs, la gare recevait des trains d'environ 5 h à 23 h jusqu'au 1er octobre 2016, date de la suppression des trains Intercités de nuit reliant Paris à Bourg-Saint-Maurice et Saint-Gervais-les-Bains. L'amplitude horaire journalière de desserte est depuis lors légèrement réduite.
L'espace d'accueil ouvre pour sa part de 5 h 45 à 22 h, et la gare regroupe les principaux services de chariots, toilettes, cabines téléphoniques, boîte à lettres et distributeur de monnaie, sans compter l'espace de vente et le service Objet Trouvés.
Elle dispose par ailleurs d'une boutique Relay et d'un point de restauration.

### Desserte

#### TER Auvergne-Rhône-Alpes
La gare de Chambéry - Challes-les-Eaux permet aujourd'hui la liaison par TER Auvergne-Rhône-Alpes avec les gares d'Aix-les-Bains, Annecy, Genève et Lyon, au nord et à l'ouest, ainsi qu'avec Montmélian, Grenoble, Valence, Modane, Albertville et Bourg-Saint-Maurice, au sud et à l'est. Des dessertes plus locales existent également vers Culoz, pour la desserte de la Chautagne, voire jusqu’à Ambérieu-en-Bugey, pour le Bugey et la vallée de l'Albarine, ainsi que vers Saint-André-le-Gaz, pour la desserte de l'Avant-Pays savoyard.
Les principales relations régionales sont :
- Valence – Grenoble – Chambéry – Aix-les-Bains – Annecy / Bellegarde – Genève (par la ligne du Sillon Alpin) ;
- Lyon – Chambéry – Modane ;
- Lyon – Albertville – Bourg-Saint-Maurice (liaison directe les samedis d'hiver).

Trains TER
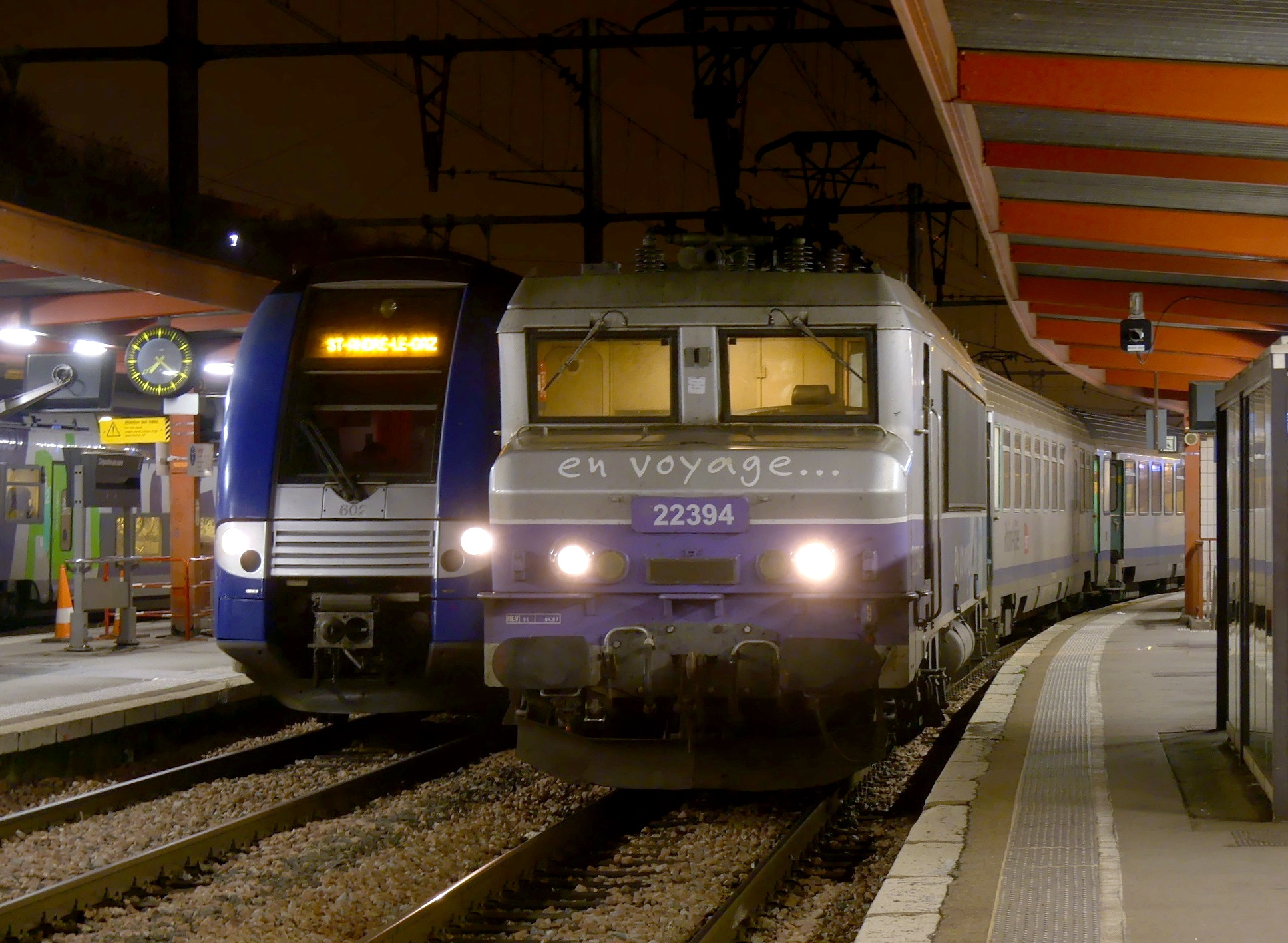
Z 24500 et BB 22200, la nuit.
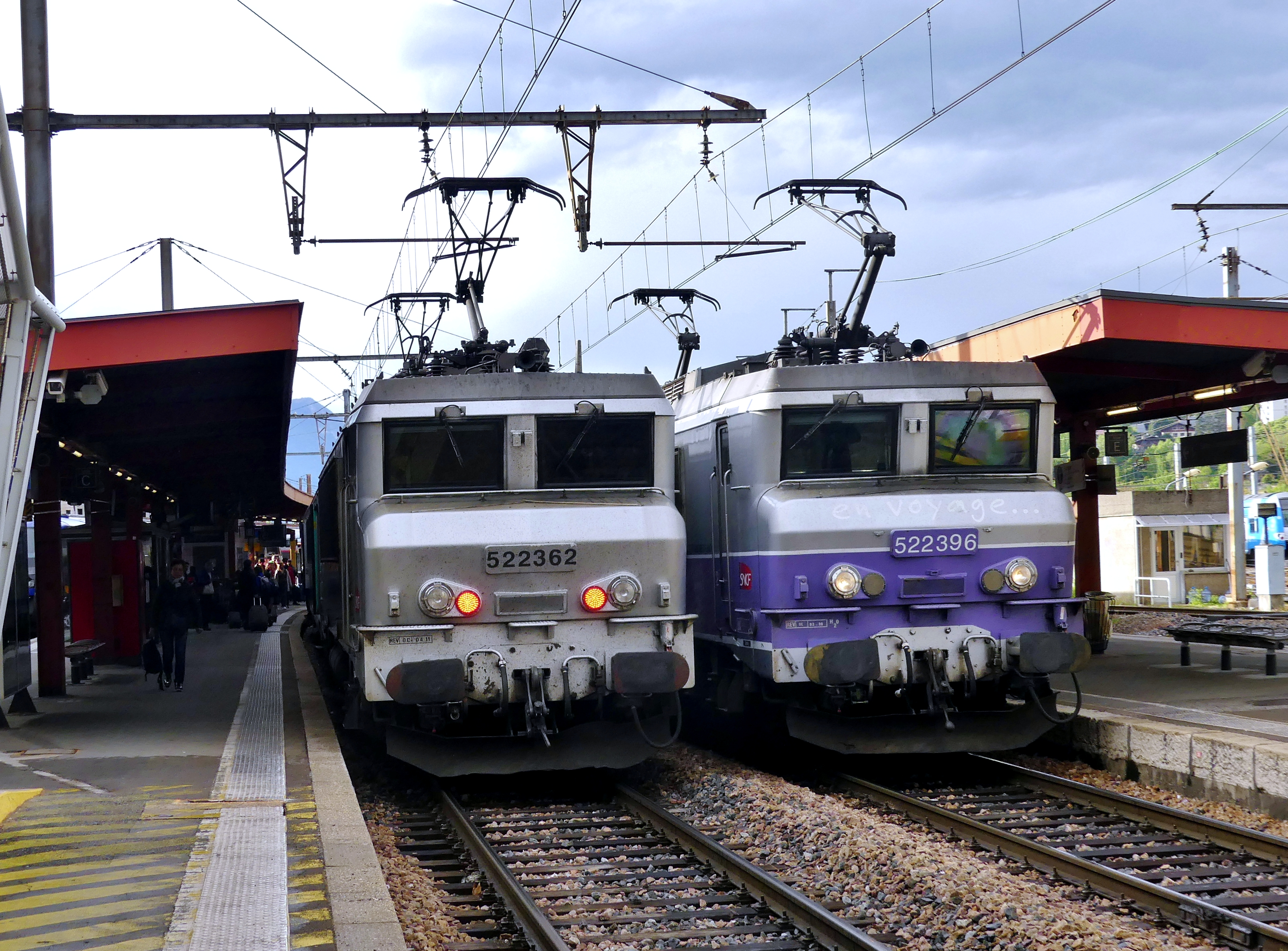
Rames Corail avec locomotives BB 22200.
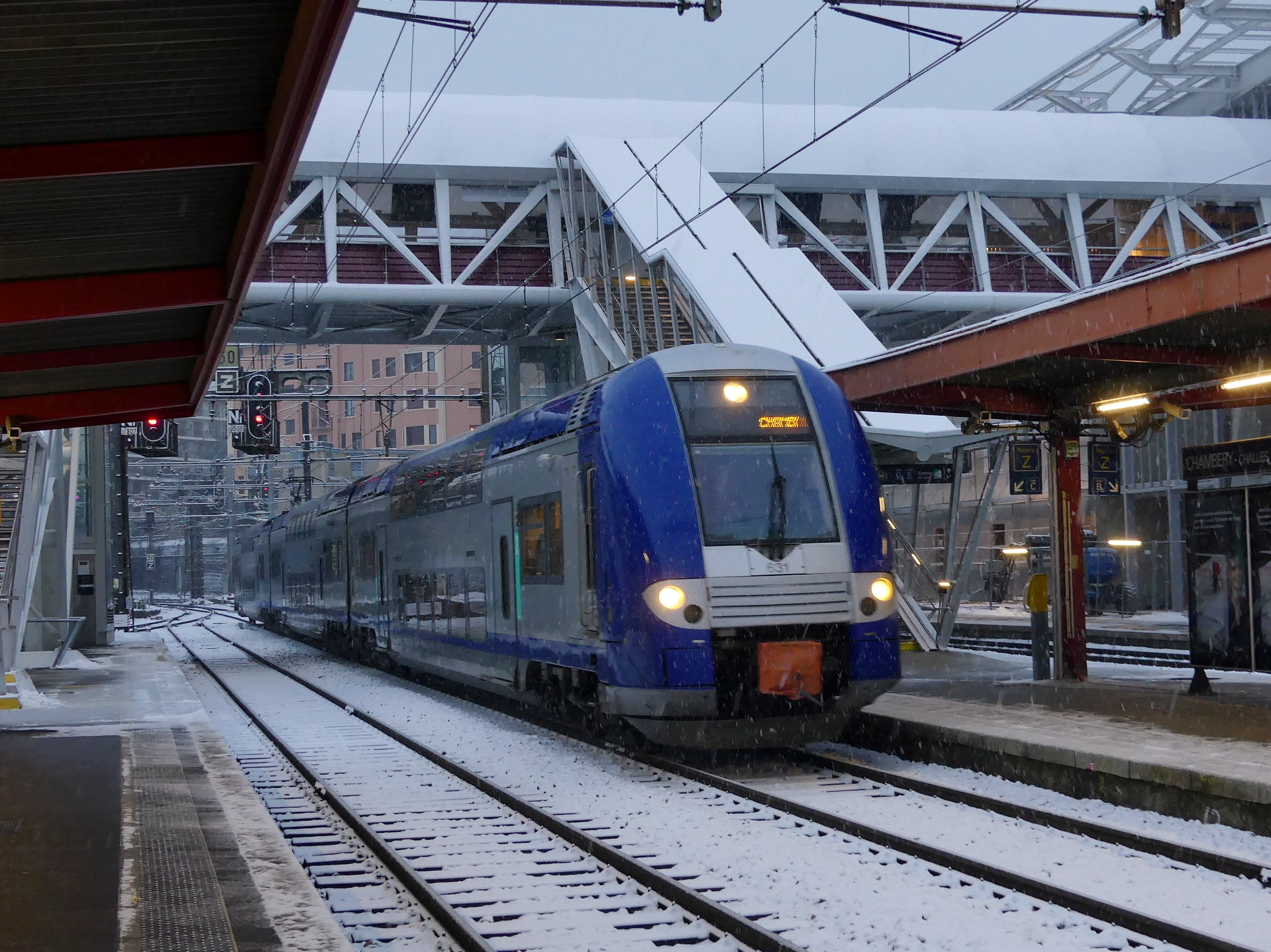
Z 24500 à quai.
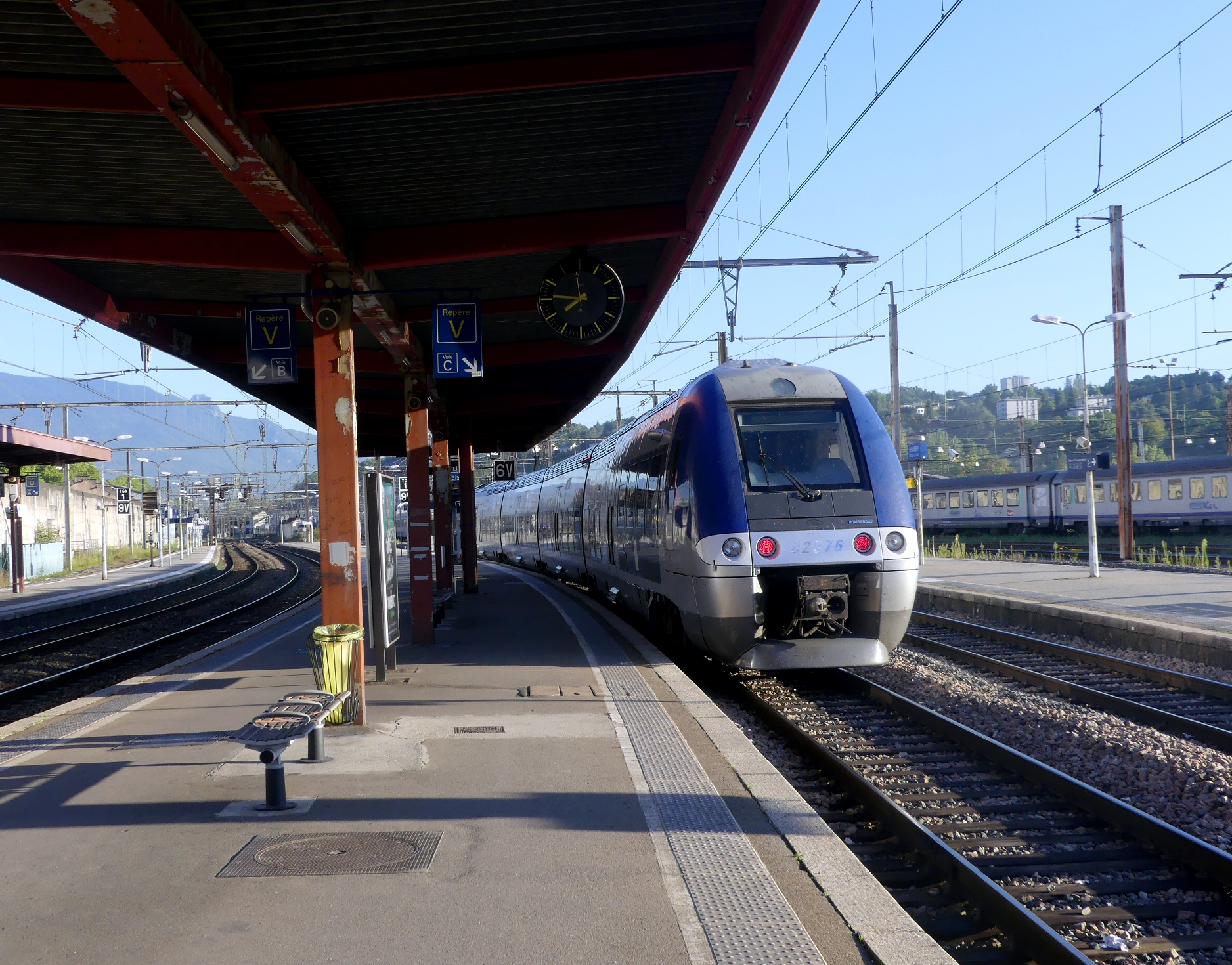
Train à destination de Lyon-Part-Dieu.

#### TGV
La gare de Chambéry est également desservie par des trains à grande vitesse. Les liaisons quotidiennes sont celles vers Paris, ainsi que vers Turin et Milan (Italie) par le tunnel du Fréjus (liaison internationale).
Par ailleurs, avec la modernisation et l’électrification de la ligne du Sillon Alpin jusqu'à Valence, des TGV directs d'Annecy vers Marseille, circulant les week-ends et les jours fériés, avaient été mis en place. Cependant, ils ont été supprimés en novembre 2018.
Les deux principales relations TGV (sous la marque TGV inOui) sont donc :
- Paris – Chambéry – Aix-les-Bains – Annecy ;
- Paris – Chambéry – Modane – Turin – Milan (également effectuée en train Frecciarossa depuis le 18 décembre 2021, dans le cadre de l'ouverture à la concurrence[54],[55]).

À ces TGV réguliers s'ajoutent, les week-ends d'hiver (de décembre à avril), une multitude de relations vers Albertville, Moûtiers - Salins - Brides-les-Bains, Aime-la-Plagne, Landry et Bourg-Saint-Maurice, en Tarentaise, certains d'entre eux n'ayant cependant que des arrêts de service à Chambéry ; les villes reliées sont Paris (TGV circulant aussi en été), mais également Lille, Nantes, Rennes, Brest ou Le Havre. Des liaisons similaires, mais moins fréquentes, existent avec Modane (là encore, le TGV ralliant Paris existe aussi l'été) via Saint-Avre - La Chambre, Saint-Jean-de-Maurienne et Saint-Michel - Valloire.
Durant les samedis d'hiver, s'ajoutent également des liaisons internationales par Eurostar — ex-Thalys — avec Bruxelles, en Belgique, et Amsterdam, aux Pays-Bas, mais aussi Londres (par correspondance spécifique à Lille-Europe), au Royaume-Uni.
En 2013, 14,87 % des TGV, soit 820 trains sur 5 516, sont arrivés en retard en gare, la moyenne nationale étant de 11,7 %

Rames TGV
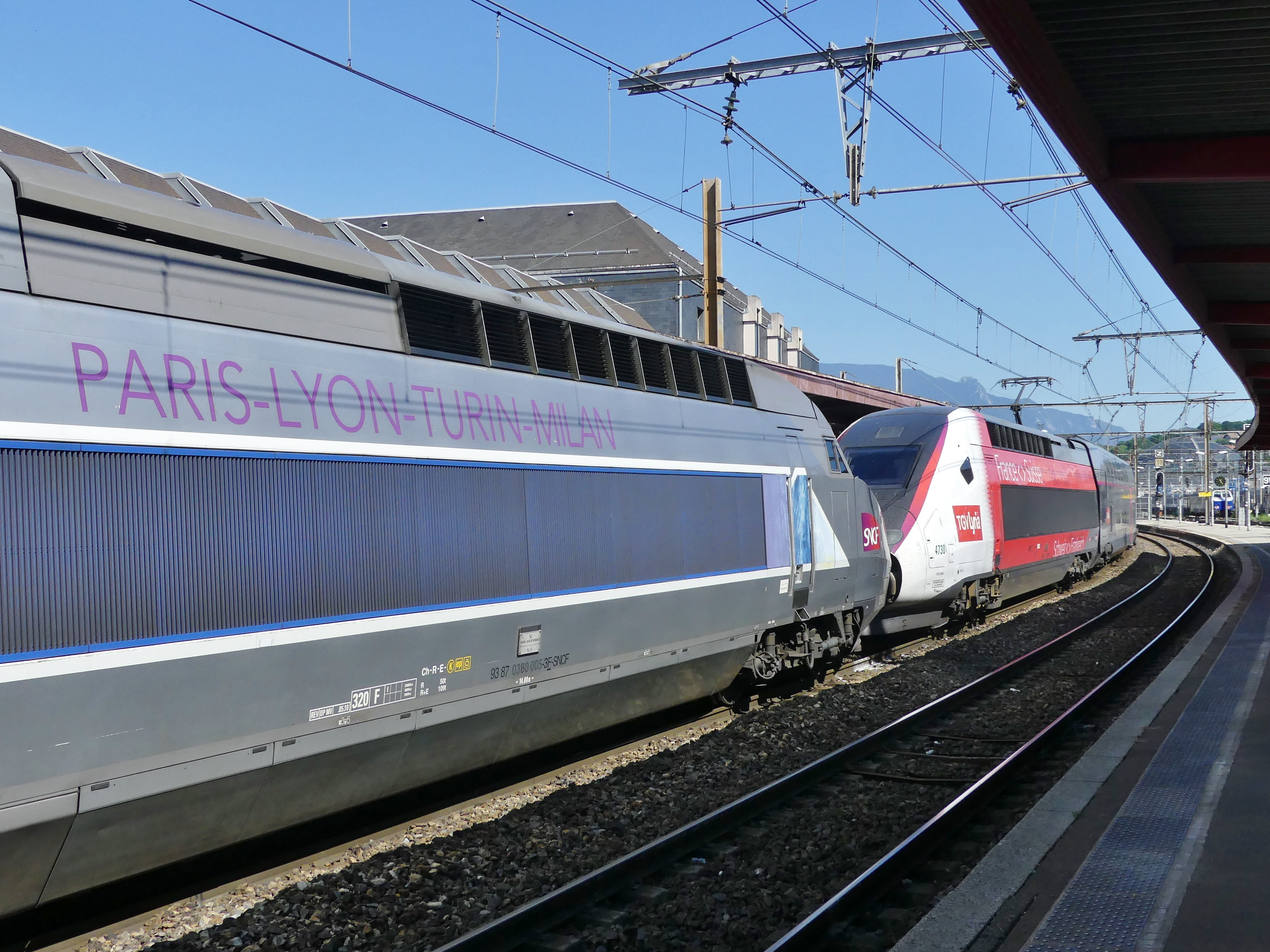
TGV sur la liaison Milan / Annecy – Paris
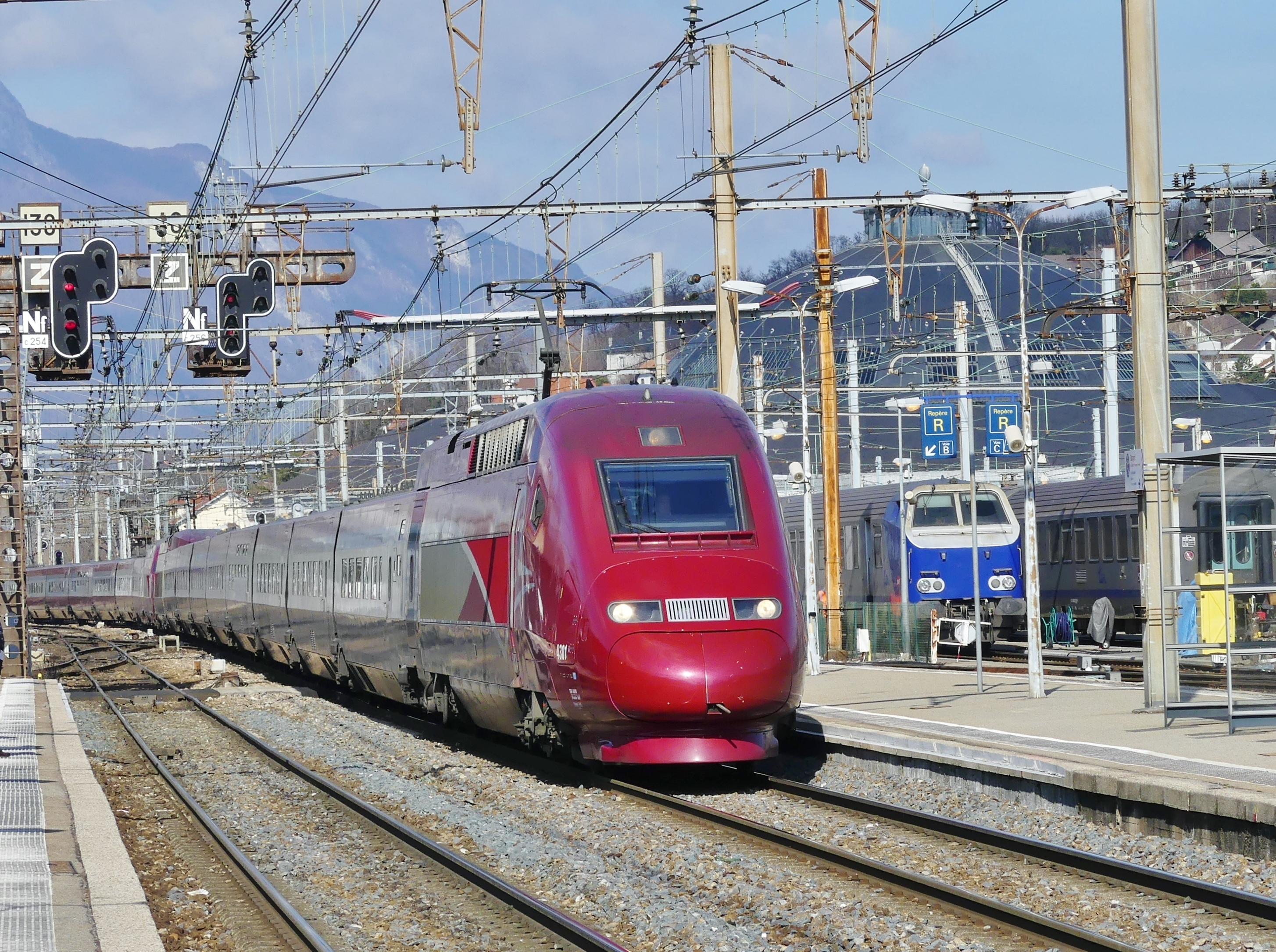
Entrée des Thalys d'hiver.
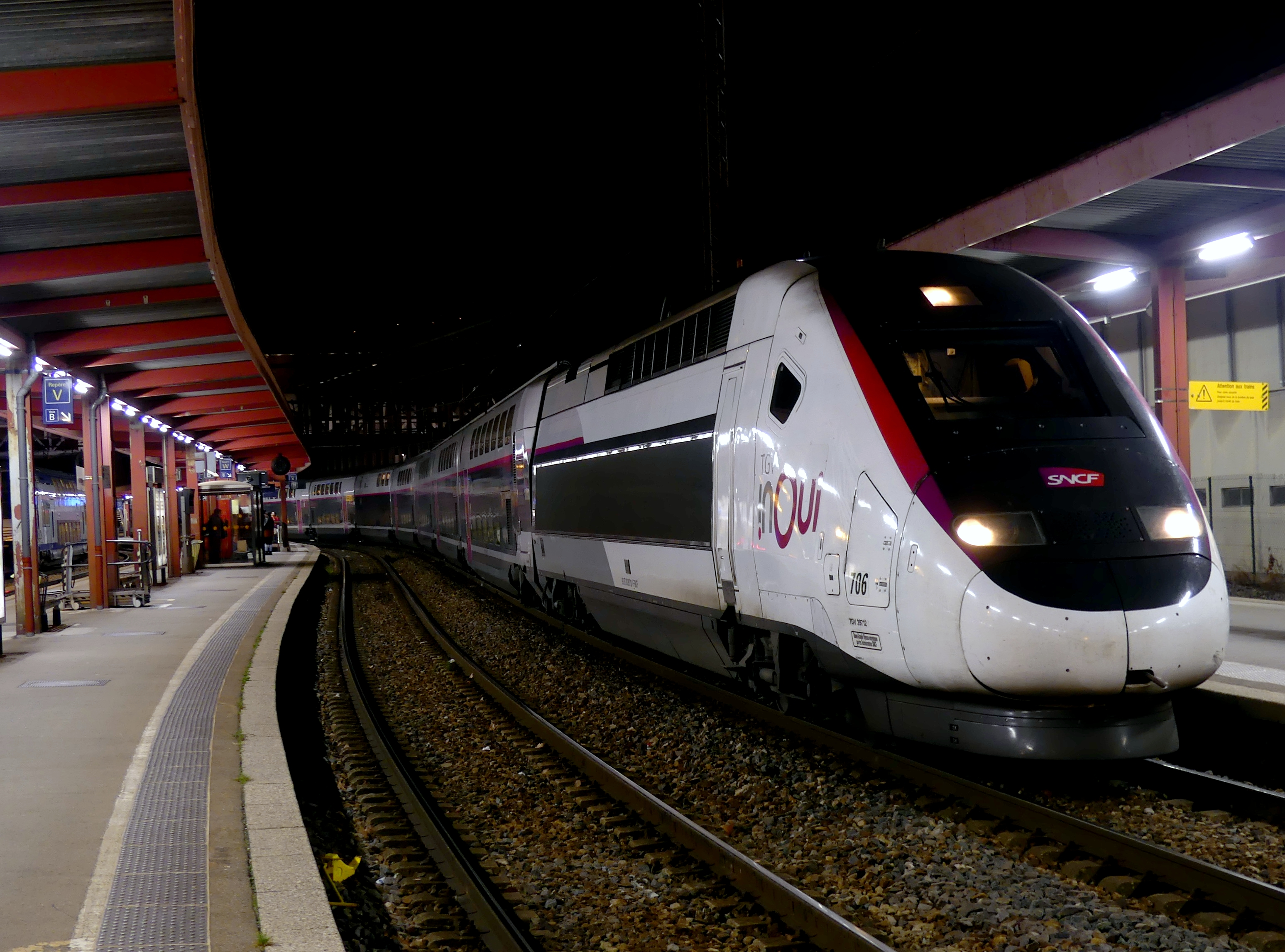
Rame TGV inOui, la nuit.

### Dessertes historiques

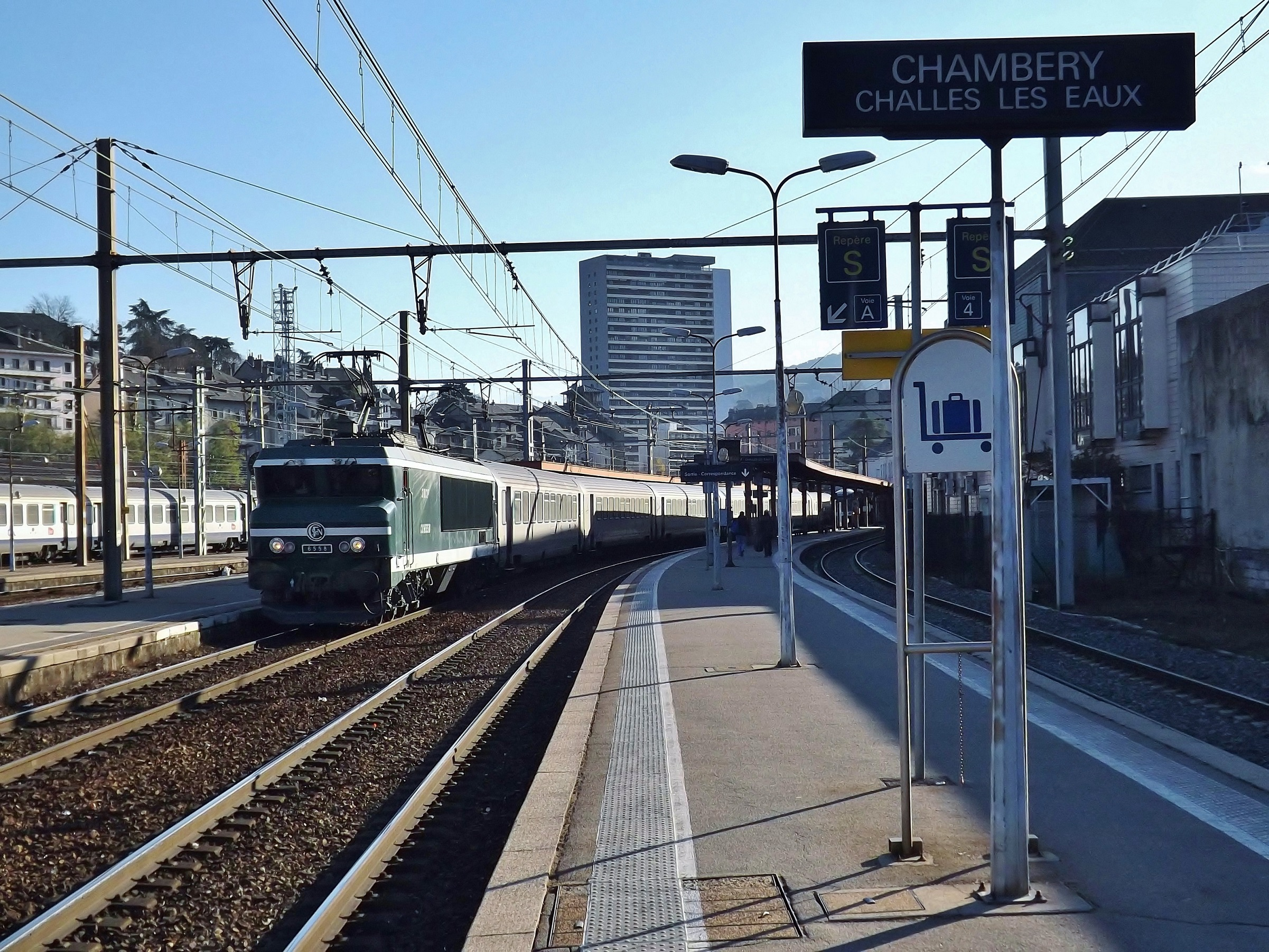
La CC 6558 en tête de son train spécial, pour la fête des Lumières (à Lyon), en 2013.

Par le passé, la gare de Chambéry se trouvait sur le trajet de grandes liaisons internationales ou de trains mythiques, notamment :
- « La Malle des Indes », train postal puis de voyageurs qui relia chaque semaine Londres à Brindisi de 1839 à 1939[58] ;
- « Le Mont-Cenis » du Trans-Europ-Express (TEE), qui relia Milan et Lyon de 1957 à 1972 ;
- « Le Catalan Talgo » du Trans-Europ-Express (TEE), qui relia Genève et Barcelone de 1969 à 1982 (suppléant le « Catalan » en circulation depuis 1955).

Par ailleurs, jusqu'en septembre 2016, Chambéry était desservie par les liaisons Intercités de nuit Paris – Chambéry – Aix-les-Bains – Annecy – Saint-Gervais-les-Bains et Paris – Chambéry – Albertville – Bourg-Saint-Maurice. Elles étaient assurées par un train unique entre Chambéry et Paris ; le raccordement (le soir) et la séparation des deux convois (le matin) s'effectuaient en gare.

#### Trains spéciaux
Aujourd'hui, la gare de Chambéry continue d'accueillir des marches spéciales : trains de pèlerins ou effectuées par du matériel ancien. Ces dernières années, la gare a par exemple vu passer :
- un convoi tracté par la locomotive à vapeur 141 R 420 jusqu'à Modane en 2007 dans le cadre du 150e anniversaire du début du percement du tunnel ferroviaire du Fréjus[59] ;
- des convois vers la Maurienne et l'Italie en 2011, mis en place dans le cadre du 150e anniversaire de l’unité italienne[60] ;
- des convois entre Chambéry et Lyon pour assister à la fête des Lumières, tractés par la locomotive CC 6558, la seule CC 6500 conservée avec sa livrée verte dite « Maurienne ».

### Intermodalité

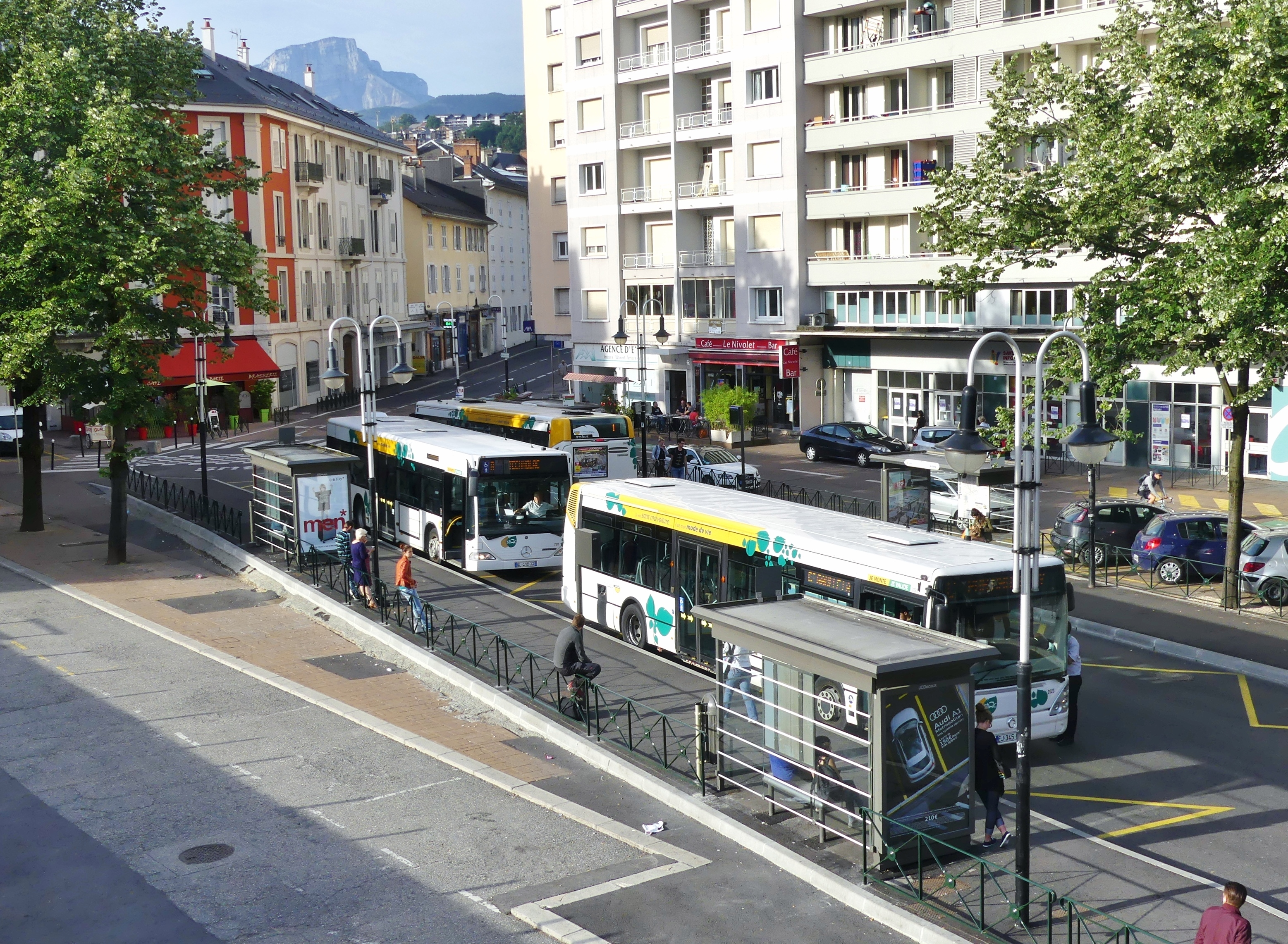
Trois bus du STAC au nouvel arrêt Gare, situé devant celle-ci en 2017.

La gare est un pôle multimodal avec parking, vélo-station et gare routière à proximité. Toutefois, en raison des travaux d'aménagement du futur pôle d'échanges multimodal en cours de réalisation par la communauté d'agglomération du Grand Chambéry, ces services et équipements ont été déplacés au début de l’année 2014 : la vélostation et la gare routière sont désormais situées à environ 200 m, à proximité du parc du Verney. La gare routière accueille les Cars Région Savoie (lignes S1, S2, S3, S4, S6, S7, S10), Cars Région Ain (ligne A73) et Cars Région Isère (lignes T41 et T83). Les autocars TER demeurent néanmoins sur le parvis de la gare situé sur l’avenue de la Boisse.
Des correspondances sont également assurées par le réseau de bus urbain de l'agglomération : Synchro Bus. Depuis la mise en place du nouveau réseau le 29 août 2016, les bus passent devant la gare, qui est desservie par deux lignes structurantes, les Chrono A et C, et par une ligne complémentaire, la ligne 4. Les dimanches et jours fériés, la ligne 1 ne fonctionne pas et la ligne A ne se rend pas à la gare le matin.
Enfin, le parvis la gare constitue le commencement de la piste cyclable conduisant vers la Voie verte nord en longeant l'avenue de la Boisse, tandis que la Voie verte sud peut être ralliée par la piste cyclable au parc du Verney.
Le projet, en cours de réalisation, de pôle d'échanges multimodal de la gare de Chambéry a été conçu de manière à faciliter, à terme, les correspondances entre tous types de transports à proximité de la gare, avec la création d'un nouveau parvis à l'est relié par une passerelle cyclo-piétonne et l'aménagement de la future vélostation à l’intérieur du futur bâtiment multimodal.

## Service des marchandises

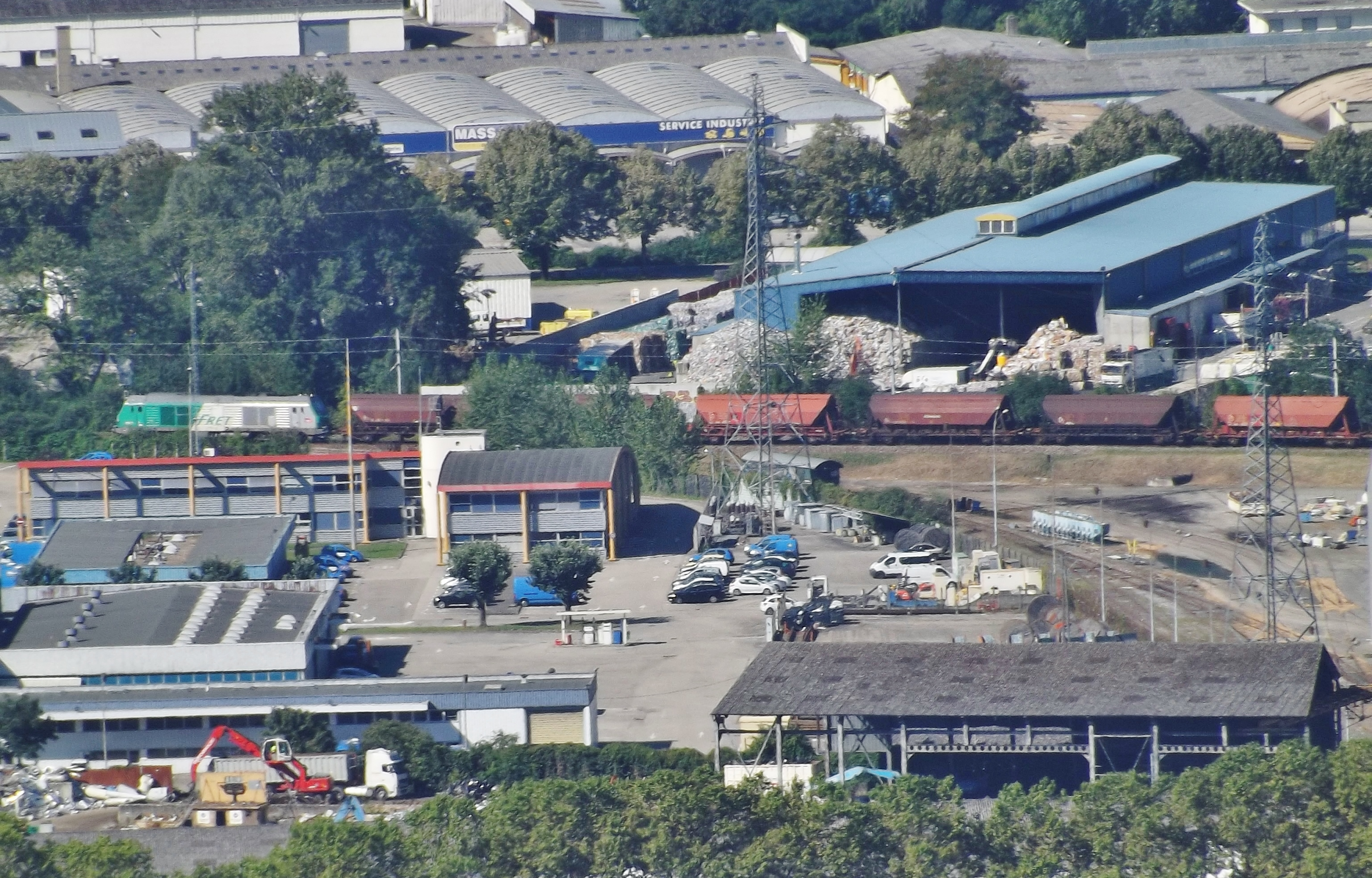
Acheminement du gypse de Maurienne, à l'usine Placoplatre de Chambéry-Bissy.

Cette gare est ouverte au service du fret, notamment Hexafret, bien que du fret transporté par d'autres sociétés comme DB Cargo France transite également par la gare.
La plupart des convois de fret sont sans arrêt en gare de Chambéry, qu'ils traversent, dans les deux sens, dans le cadre de la relation Dijon - Bourg-en-Bresse - Aix-les-Bains - Chambéry - Modane → Italie. Certains autres peuvent également demeurer sur les voies du faisceau durant quelques heures.
Mais Chambéry assure également des dessertes de fret locales, par exemple l’acheminement du gypse de la carrière de Saint-Jean-de-Maurienne vers l’usine Placoplatre située la zone industrielle de Bissy à Chambéry, équipée de voies ferrées, par train quotidien de 1 100 tonnes, ou la desserte de l'usine MSSA Métaux spéciaux de Pomblières dans la vallée de la Tarentaise (commune de Saint-Marcel).

## Dépôt

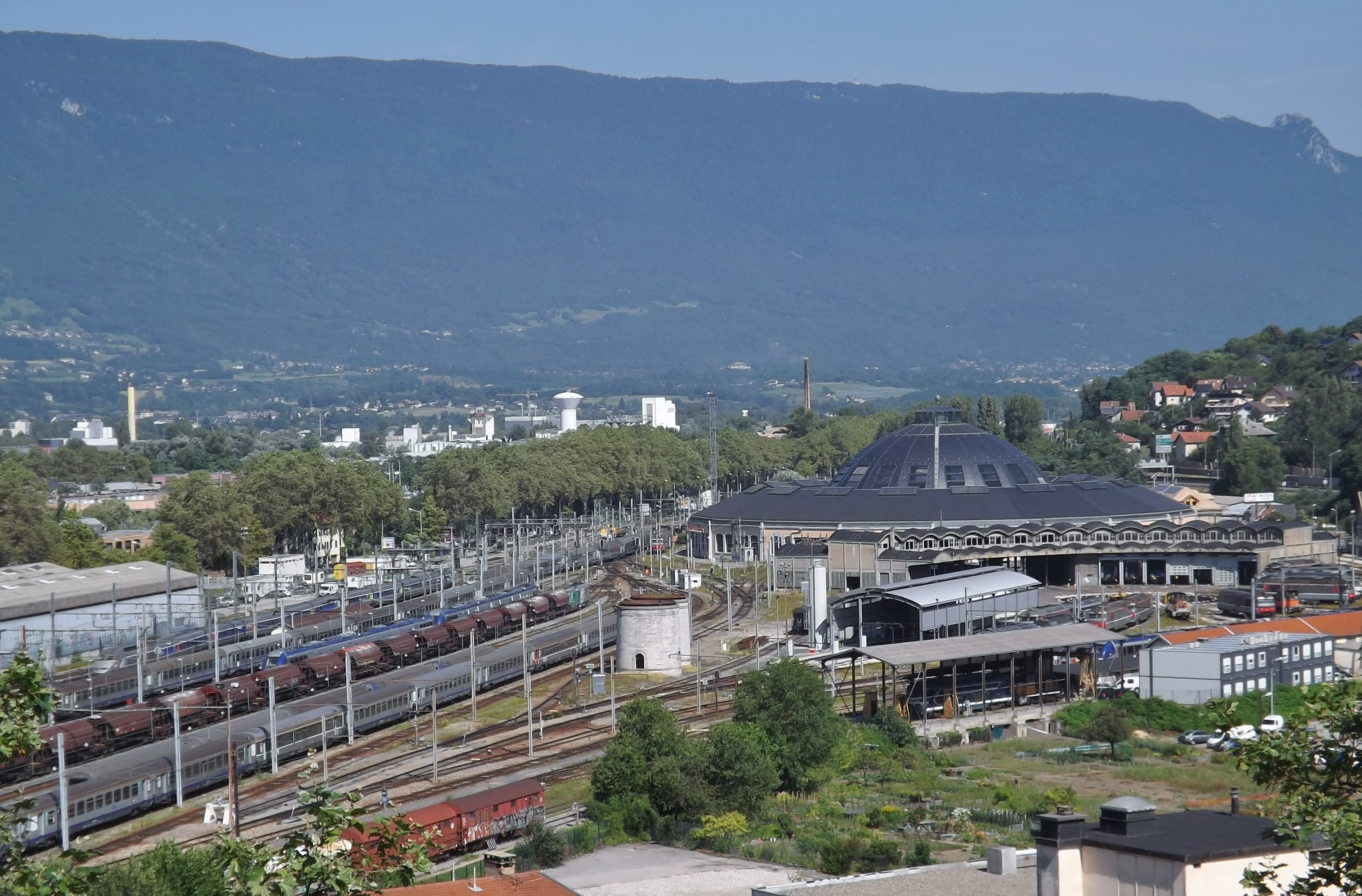
Vue d'ensemble du dépôt, avec le faisceau, la remise annulaire et la rotonde.

En plus de son bâtiment voyageurs, de ses quais, la gare de Chambéry comporte de nombreuses autres infrastructures constituant le « dépôt de Chambéry ».
En effet, à ses 6 voies à quai s'ajoutent une dizaine d'autres constituant le faisceau impair, lequel permet le stationnement de rames voyageurs ou de marchandises, dont 2 voies servant au nettoyage et à la préparation des rames. Le dépôt comprend également des voies de garage : 3 voies pour le « tiroir » (ou « chantier ») utilisé par le matériel thermique et 4 voies pour le « grill » recevant le matériel électrique.
La gare possède en outre la rotonde ferroviaire de Chambéry, la plus grande rotonde jamais construite en France avec ses 108 m de diamètre et ses 36 voies rayonnantes pouvant abriter jusqu'à 72 locomotives. Elle est également la seule aujourd'hui à demeurer entièrement couverte, ce pourquoi elle fait l’objet d'une inscription au titre des monuments historiques depuis le 28 décembre 1984. En 2011, une cinquantaine de locomotives y entrent et sortent quotidiennement.
La rotonde donne par ailleurs directement accès aux ateliers, à l’origine destinés aux locomotives électriques lors de leur édification à la fin des années 1920, mais par la suite utilisés pour la maintenance des locomotives électriques comme les locomotives Diesel.
En 1983, le dépôt de Chambéry comprend 520 agents, répartis majoritairement au sein des secteurs « mouvement » (392 agents) et « entretien ». Le dépôt comprend alors un parc de 152 locomotives (notamment 38 BB 67300 et 38 BB 7200 destinées à remplacer les BB 8100 arrivant en fin d'activité) assurant principalement des missions dans le centre-est et le sud-est de la France ainsi que vers Paris, Nantes et Toulouse ; au cours du premier semestre 1983, elles parcourent 6 373 600 km.

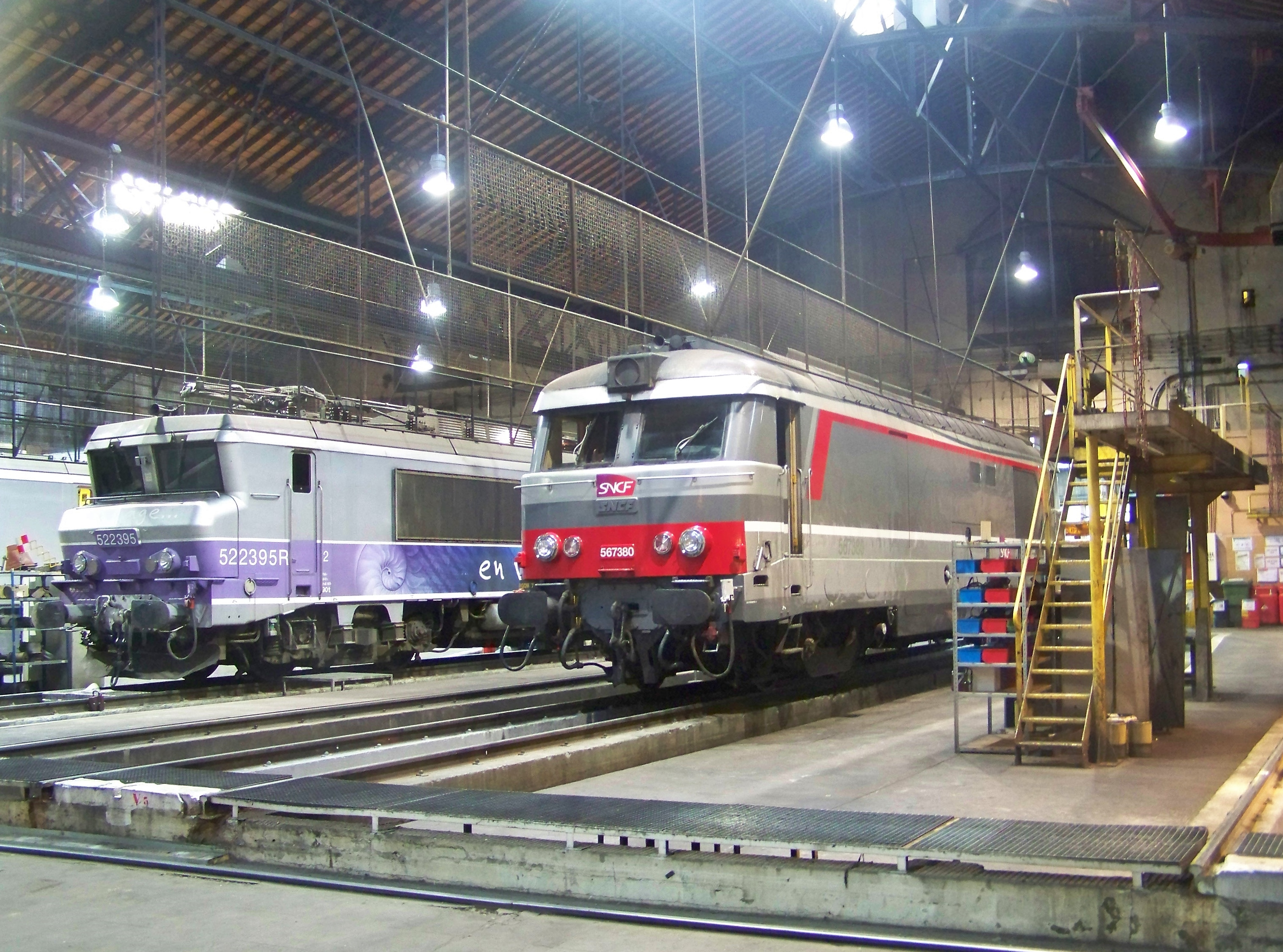
Engins électrique et diesel, à l'atelier.

En 2012, la rotonde et les bâtiments attenants constituent un établissement industriel de la SNCF, le technicentre de Chambéry, où travaillent environ 240 agents. Leurs missions s'articulent autour de quatre unités opérationnelles que sont :
- la maintenance et la réparation du matériel ferroviaire moteur (plus de 100 locomotives, dont 37 locotracteurs et 30 voitures-pilotes en 2011) ;
- la maintenance et la réparation du matériel ferroviaire remorqué à voyageurs (214 voitures voyageurs et 13 Rames réversibles régionales (RRR) en 2011) ;
- la maintenance et la réparation du matériel ferroviaire remorqué du fret (plus de 2 000 wagons concernés en 2011) par Technis ;
- la préparation et le nettoyage des rames voyageurs.

Le dépôt compte par ailleurs toujours la remise annulaire et son pont tournant, destiné en extérieur aux locomotives diesel (appelé aussi à cet égard « parc diesel »), à côté duquel les engins sont ravitaillés en carburant et en huile. Les voies situées sous l'abri de la demi-lune sont elles destinées à l'entretien courant des voitures voyageurs.
Parmi les autres bâtiments du dépôt se trouvent le bâtiment de l'unité de production Traction, deux postes d'aiguillage aux deux extrémités du faisceau, le bâtiment de la Supervision technique de flotte (STF), une cuve de tarage pour le matériel thermique, des locaux de réunion et de service, des bâtiments des syndicats et un vestiaire.
Enfin, le dépôt compte toujours deux anciens châteaux d'eau en pierre, situés entre le faisceau et la station à combustibles.

## Projet de pôle d'échanges

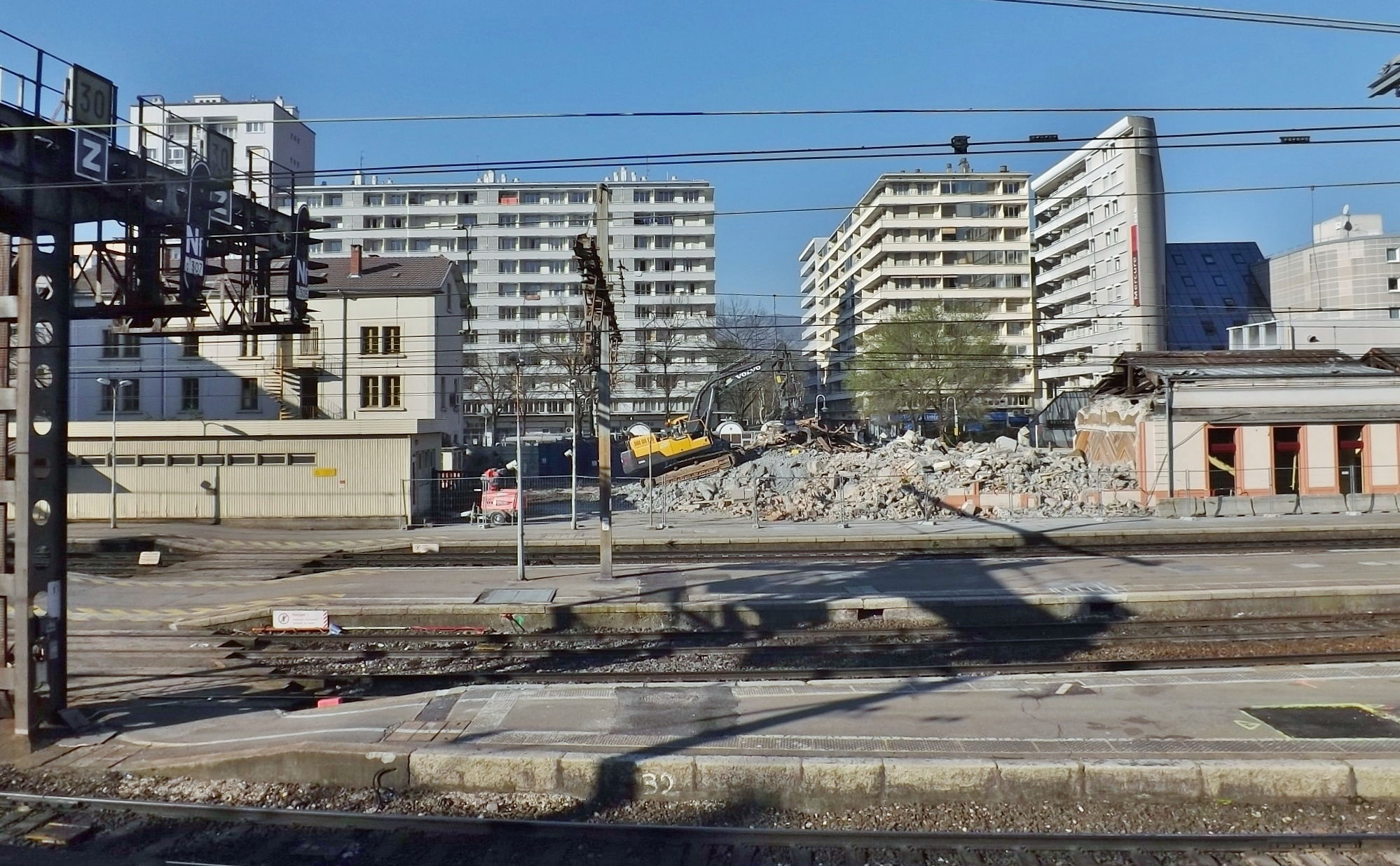
Le buffet de la gare démoli, en mars 2014.

Dans le cadre de son projet global d’aménagement et d’organisations des transports, décliné dans le Plan de déplacement urbain (PLU), la communauté d'agglomération de Chambéry métropole a pris la décision de réaliser autour de la gare de Chambéry un futur « pôle d'échanges multimodal », une restructuration en projet depuis 2007, en vue d'y développer l'intermodalité.
Ce projet, réalisé en partenariat avec l'État, la région Rhône-Alpes, le département de la Savoie, la ville de Chambéry, la SNCF et Réseau ferré de France (RFF), prévoit la rénovation de la gare existante et l'aménagement d'un nouveau bâtiment voyageurs multimodal, articulé autour d'un nouveau centre d'échanges des bus rapproché et d'une gare routière sur le nouveau parvis est, reliés par une passerelle cyclo-piétonne de 83 mètres de long, 6 mètres de large et 7 mètres de haut, permettant à la fois la jonction entre les quartiers de la gare et de la Cassine ainsi que l’accès direct à chacun des trois quais.
L'accès côté centre-ville doit être principalement destiné aux piétons, vélos, bus et taxis. L'accès Cassine, à proximité de voie rapide urbaine, doit devenir l'accès principal pour les automobiles. Après l'existence d'un parking en surface provisoire entre 2015 et 2019, un parking en ouvrage définitif d'environ 500 places est en cours de construction depuis l'automne 2019.
Les travaux d'aménagement du futur pôle multimodal de la gare ont débuté en février 2014 avec la démolition de bâtiments existants. La mise en exploitation du nouveau bâtiment a eu lieu en 2019.

## Galerie de photographies

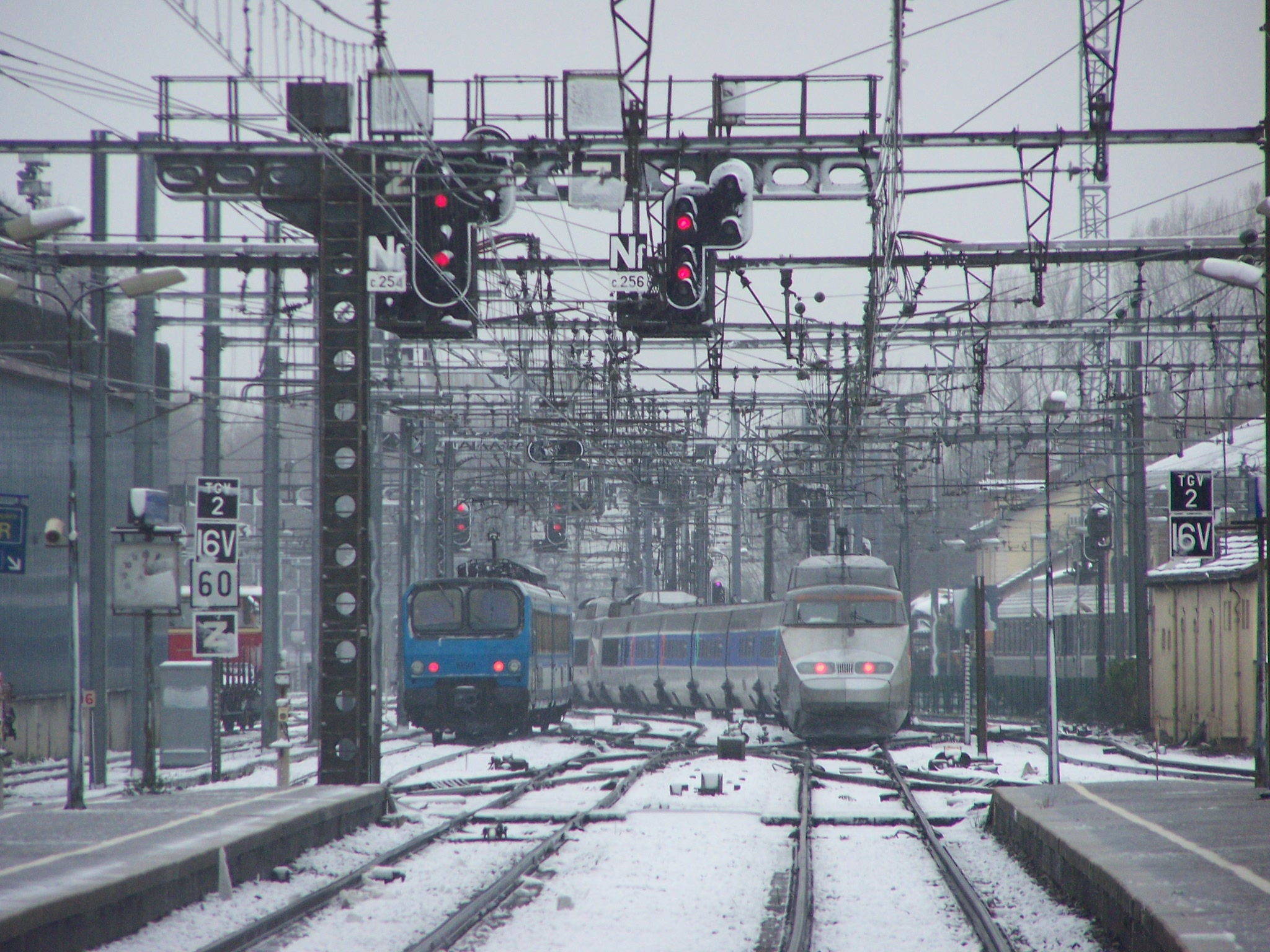
Un TER et un TGV quittent la gare sous la neige.
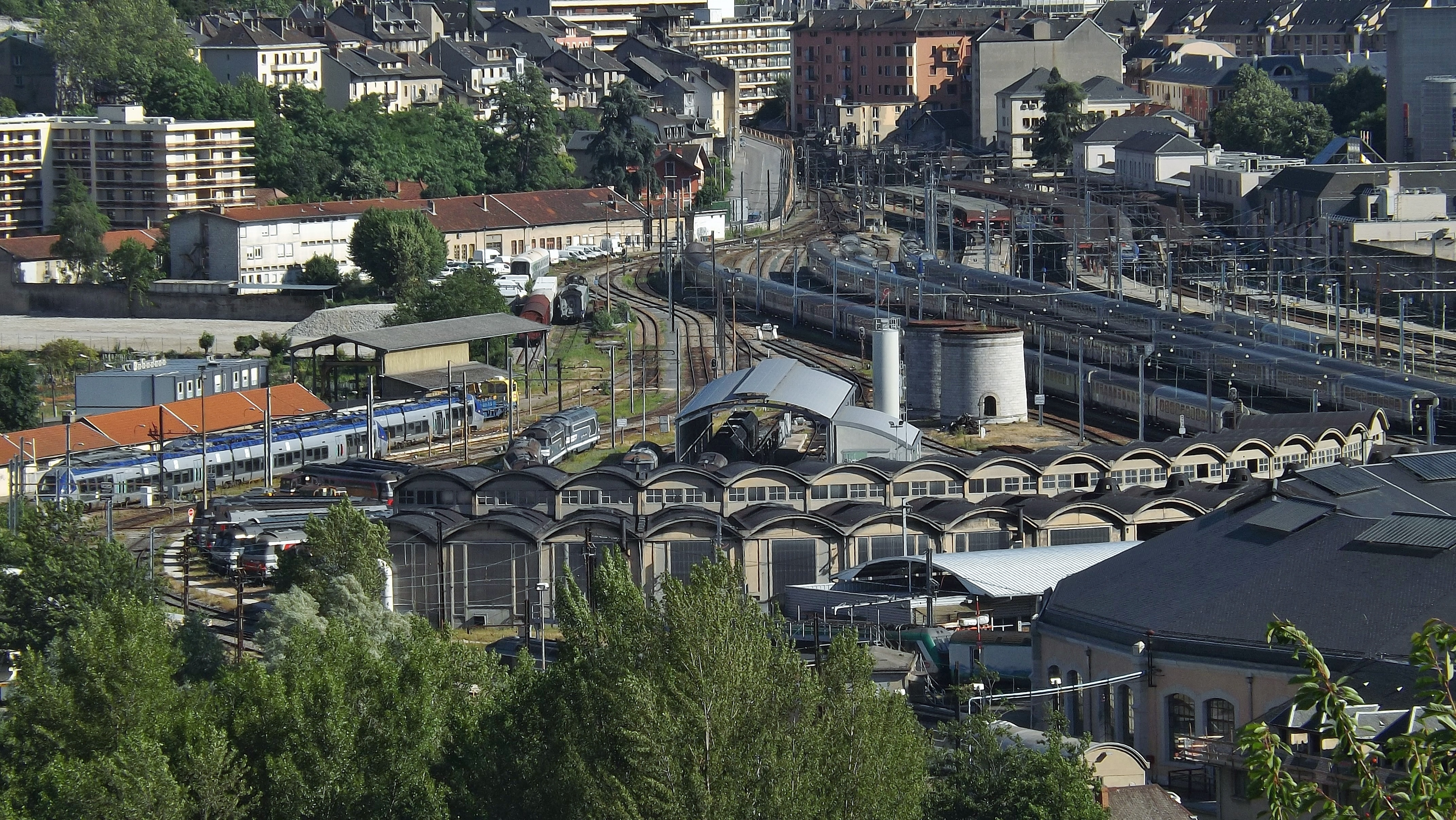
Le dépôt et le faisceau vus du nord.
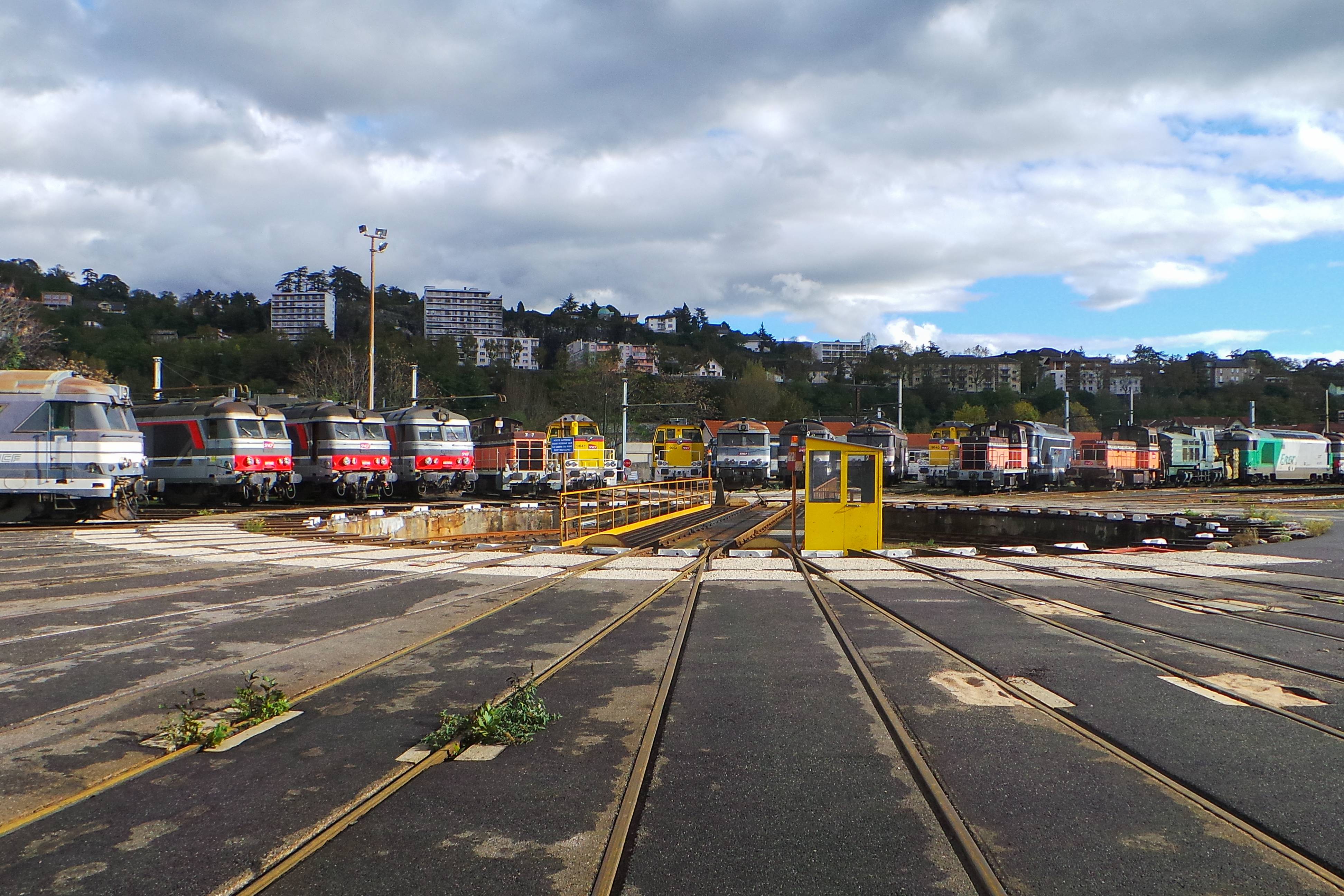
La remise et sa plaque tournante.
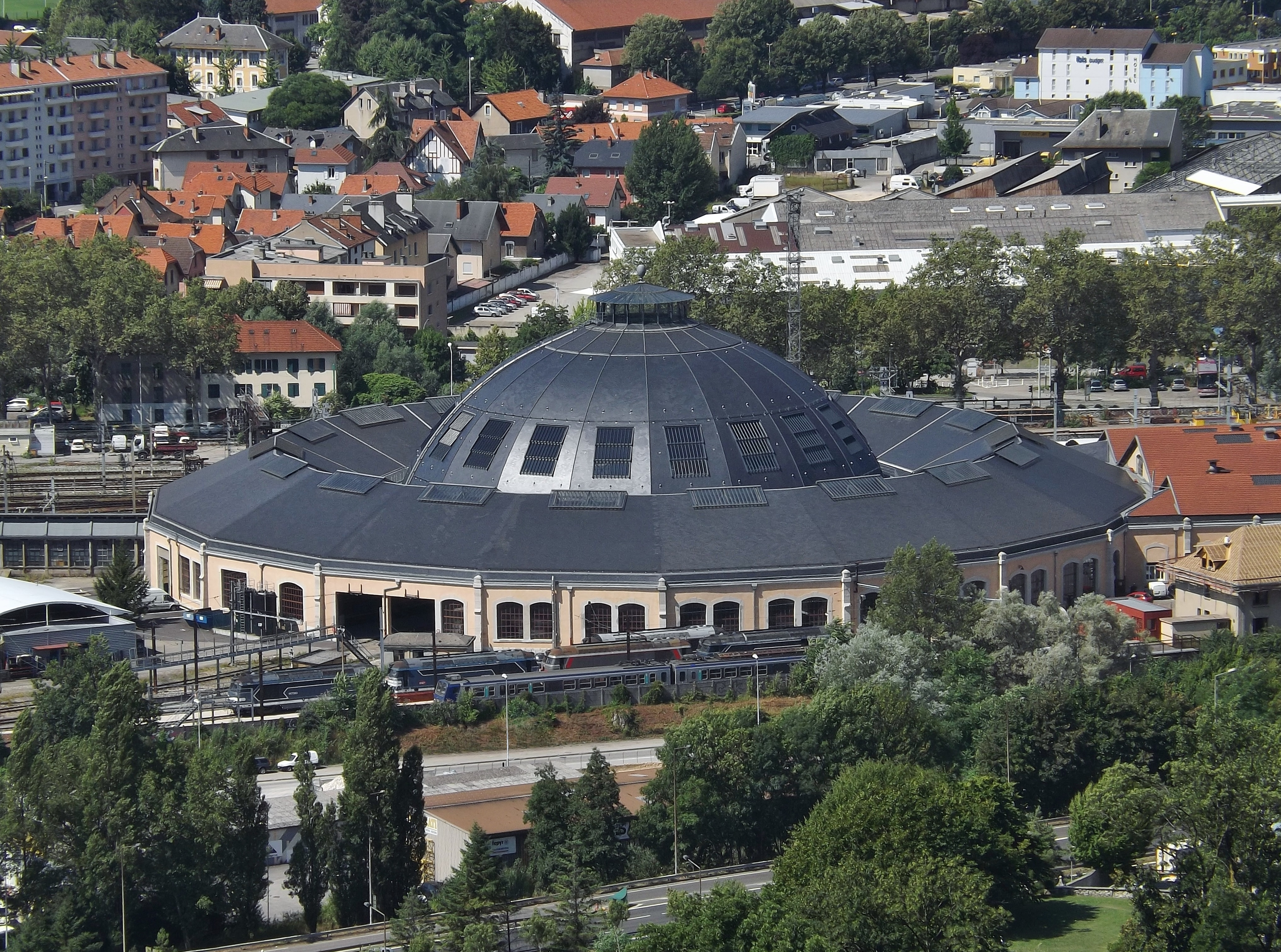
La rotonde de Chambéry.
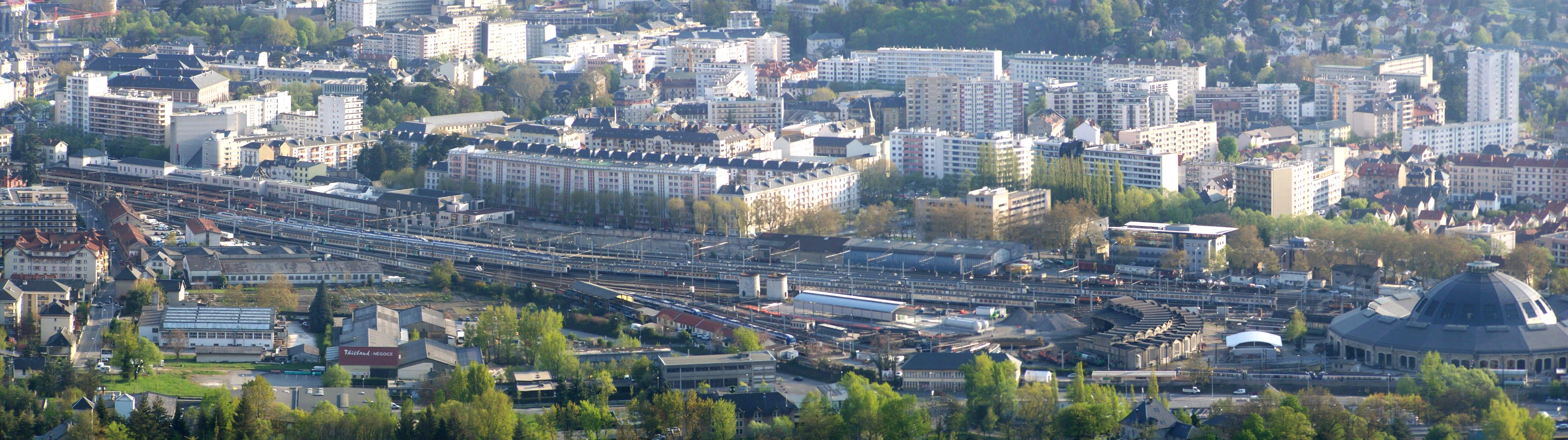
Panorama de la gare (gauche), du faisceau (centre) et de la rotonde (droite).